# 沖繩縣
26°30′N 128°0′E / 26.500°N 128.000°E
沖繩縣（日语：／ Okinawa-ken */?，琉球語：／ ）是日本最西南側的縣，縣廳所在地是那霸市。沖繩縣由琉球群島中的沖繩群島、先島群島以及太平洋中的大東群島組成，隔海和九州的鹿兒島縣相鄰。全縣由160個島嶼組成，其中49個有人居住，面積約2,281平方公里，是日本陸地面積第四小的縣。但沖繩縣包括了廣大的海域面積，東西寬約1,000公里，南北長約400公里，算上海域面積的沖繩縣面積則相當於本州、四國、九州面積總和的一半。沖繩縣全境屬於亞熱帶氣候，全年氣候溫暖且降水充沛:32。
沖繩縣的縣名取自於沖繩人對本島的自稱。這一地名首次出現在文獻記載是在西元779年（奈良时代光仁天皇寶龜10年）《唐大和上東征傳》，當時漢字音譯是「阿兒奈波島」。而近代的日文文獻大多使用「沖繩」二字表記:27。
沖繩縣在古代曾建有獨立政權琉球國，同時對中國明、清王朝和日本薩摩藩、江户幕府朝貢。在中日兩國均處於鎖國狀態的時期，琉球國因其中繼貿易地位而顯得重要。明治維新後，琉球國于1872年被日本废除而成為琉球藩，1875年停止对清朝朝贡。作为明治政府全国废藩置县改革的最后一环，日本在1879年将琉球藩改制為沖繩縣，将其纳入府县制的现代行政体系。第二次世界大戰中，沖繩縣是日本領土範圍內唯一發生地面戰的地區，1945年的冲绳战役导致大量軍民死亡，縣土受到戰火摧殘。戰後沖繩進入美國統治時期，並興建大量美軍基地，嘉手納基地是目前美軍在遠東地區最大的空軍基地。1972年，美國放棄其通過舊金山和約获得的对琉球群岛、大东群岛、小笠原群岛等岛屿的行政權並返还日本，但仍保留大量美軍基地。現在美軍基地問題是沖繩縣政最主要問題。由於歷史和地理原因，沖繩縣的語言、飲食、風俗文化都和日本本土有不同之處。沖繩的群島地形使得農業和製造業在沖繩經濟中佔比較低，而服務業則在沖繩經濟中占重要地位。此外，沖繩也是空手道的發祥地。

## 歷史

### 史前及古代歷史
沖繩的歷史區分和日本本土有很大不同，在有文獻記錄之前可以分為舊石器時代和貝塚時代兩個時代:14。沖繩縣內最早的人類活動遺跡是距今3萬2000年前的山下洞人和1萬8000年前的港川人:14。2012年，在沖繩縣南城市發現了世界最古老的釣鉤。
貝塚時代在時間上相當於日本本土的繩文時代至平安時代:16，和舊石器時代之間有約一萬年的空白時期:26。貝塚時代初期，琉球群島南部的土器和日本本土的繩文土器極為相似。但在貝塚時代中期，沖繩的土器開始帶有較強的獨自特徵。至貝塚時代後期時，沖繩的土器再次受到九州的強烈影響:26。在貝塚時代後期，海岸地區開始出現大型遺跡，並且發現了唐朝貨幣開元通寶，顯示沖繩和中國大陸在這一時期已有交流:17。與沖繩本島的貝塚文化受到日本本土影響相對，宮古和八重山群島的石器時代文化則受到菲律賓等南方文化的影響:19。

### 御城時代及三山時代

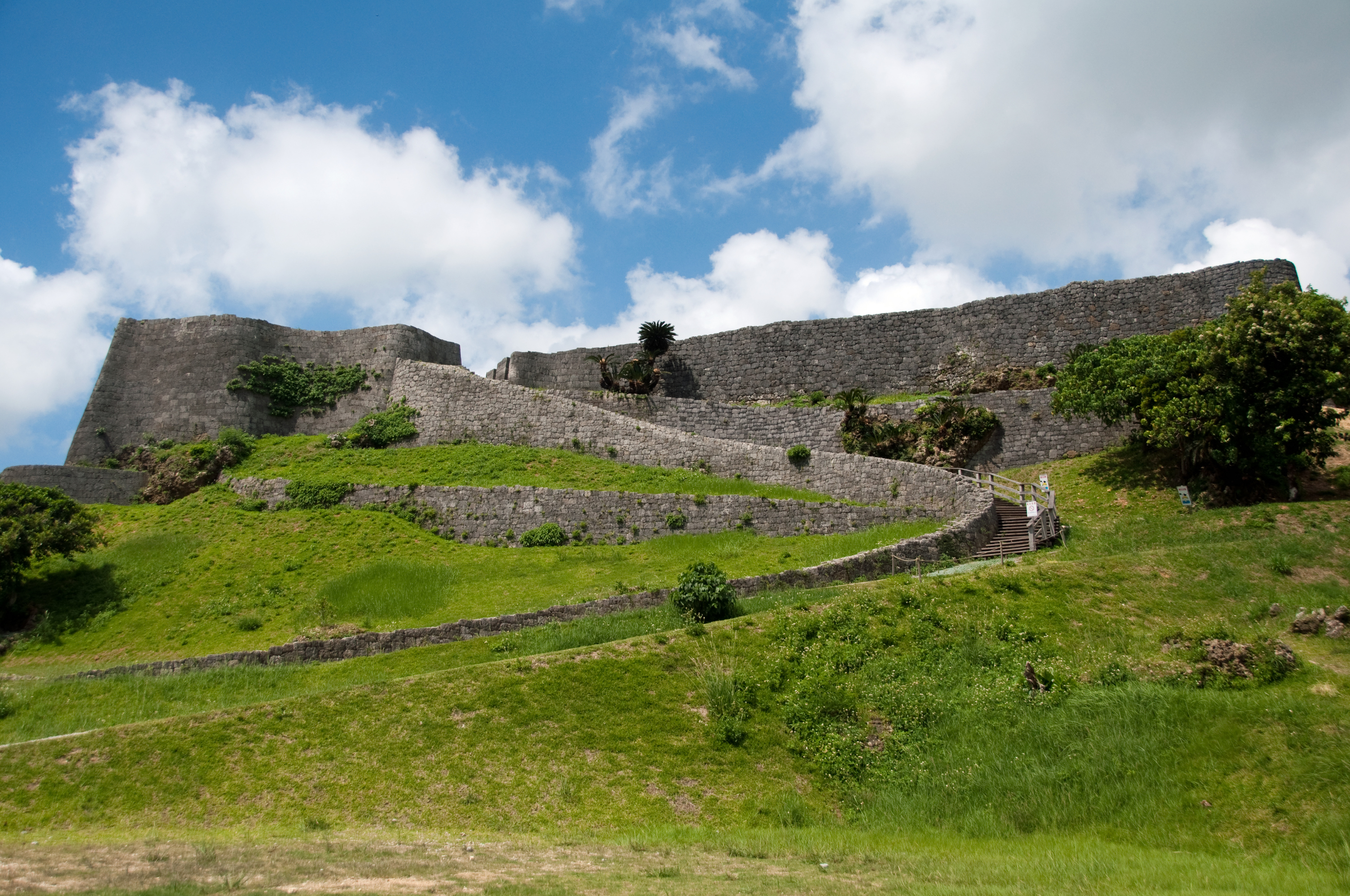
勝連城

12世紀之後，沖繩進入以農耕文化為主的御城時代。這一時期，人們從海岸沙丘移居到更適合進行農耕的石灰岩台地，人口也大幅增加，並開始和其他國家進行貿易:24。各地的首長被稱為按司。他們修築御城以保衛自己的村莊並積極展開和外國的貿易以擴充實力:26。御城出現範圍北起奄美群島、南至八重山群島，有三百至四百處。早期的御城多是面積約一千平方米的小型御城，後期開始出現大型御城:48。進入14世紀之後，沖繩本島出現了三個國家，包括以今歸仁城為中心的北山國、以浦添城為中心的中山國、以大里城為中心的南山國，是為三山時代:26。
按照《中山世鑑》、《中山世譜》、《球陽》等首里王府編纂的正史，天孫氏是琉球最早的王族。天孫氏在經歷25代之後發生內亂，浦添的按司尊敦獲得民眾支持平定內亂，並被擁立為舜天王，也就是琉球國最初的國王:30。但這一時代的正史記載帶有很強的神話色彩，舜天王即使是實際存在的人物也只是統治浦添地區的按司:30。舜天王朝在持續三代之後被英祖王朝取代:31。而英祖王統也在持續四代之後被察度王朝取代。這一時期沖繩本島已逐漸形成北山、中山、南山三個國家:34。
1372年，明朝派遣使者楊載訪問中山國，要求中山國王察度朝貢並獲得同意。此後南山國王承察度、北山國王怕尼芝也相繼入貢明朝，三山均進入朝貢體制範圍之內:36。1406年，佐敷按司尚巴志推翻了察度王統第二代國王武寧的統治，立自己的父親尚思紹為國王，開啟了第一尚氏王朝:42。1416年，尚巴志趁北山國諸按司不滿國王攀安知高壓統治之機攻滅北山國。他魯每執政的南山國長期內訌不斷，在1429年被尚巴志攻滅:42。中山國至此實現沖繩本島的統一。

### 琉球國時代

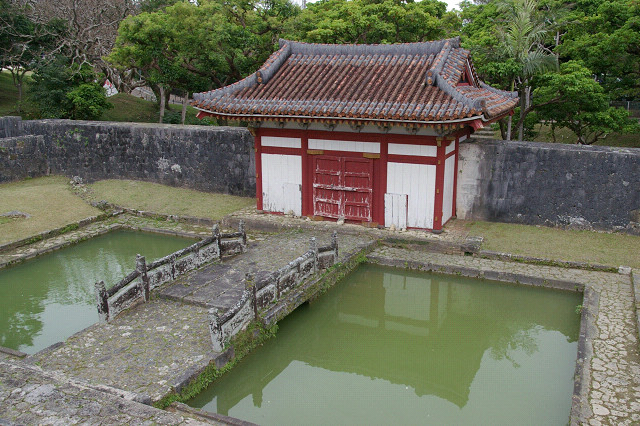
第二尚氏王朝的菩提寺圓覺寺

第一尚氏王朝在成立之後因多位國王早夭而政權並不穩定，在第五代國王尚金福王去世之後更發生志魯布里之亂，最終由尚泰久王就任第六代國王:45。尚泰久王在即位之後又發生護佐丸阿麻和利之亂，但被尚泰久王平定:46。繼承尚泰久王即位的尚德王是一位暴君。在他過世之後，家臣團發動政變，推舉重臣金丸即位國王:89。金丸在即位之後改名尚圓，開啟了第二尚氏王朝:48。在第二尚氏王朝的第三代國王尚真王統治時期，琉球國確立了中央集權的政治體制。尚真王將割據各地的有力按司集中在首里並派遣官員直接管理各地，還將琉球國的統治範圍擴張到北起奄美群島、南至八重山群島的廣大範圍:48。琉球國的文化在這一時期也有很大發展:53。
琉球國因積極朝貢而得到明朝的優厚待遇，並因此成為東亞地區重要的中繼貿易據點。琉球國的眾多進貢品和與中國之間的貿易品都是來自日本，並將中國商品銷往日本:56。東南亞地區和日本、中國並列為琉球最重要的貿易對象:59。此外琉球和朝鮮半島之間也有貿易往來:58。但在16世紀地理大發現使得葡萄牙、西班牙商人開始在東亞進行貿易，加上明朝的海禁政策有所緩和之後，琉球國的貿易地位大幅下降:60。
宮古群島和八重山群島長期處於群雄割據的局面。1474年，宮古島當地豪強仲宗根豐見親歸順琉球國，宮古島進入琉球國控制範圍之內:64。1500年，琉球國派軍隊攻滅石垣島統治者遠彌計赤蜂:66。1522年，仲宗根豐見親攻占了與那國島，至此琉球國完全控制了八重山群島:68。琉球群島北部的奄美群島也在1466年時完全進入琉球國的統治範圍:70。
1609年，薩摩藩主島津氏攻佔了琉球，國王尚寧投降。此後琉球國成為薩摩藩駐軍和實際控制的屬國，並將奄美群島割讓給薩摩藩:133。此後琉球國雖然部分被納入幕藩體制之中，但在名義上仍是獨立國家，並得以繼續對中國朝貢:85。17世紀中期，羽地朝秀對琉球國的政治和風俗進行大規模改革，實施親日路線:152。18世紀中期，蔡溫繼承了羽地朝秀的改革政策，使得琉球國內政有很大改善:101。
1816年，英國有兩艘艦船曾在琉球停靠，但並未要求通商和傳教:131。但在1844年，法國成為首個要求琉球通商的歐洲國家:132。1853年，美國東印度艦隊司令馬休·佩里在和日本幕府交涉之前也曾停靠過琉球:138。

### 第一次沖繩縣時代

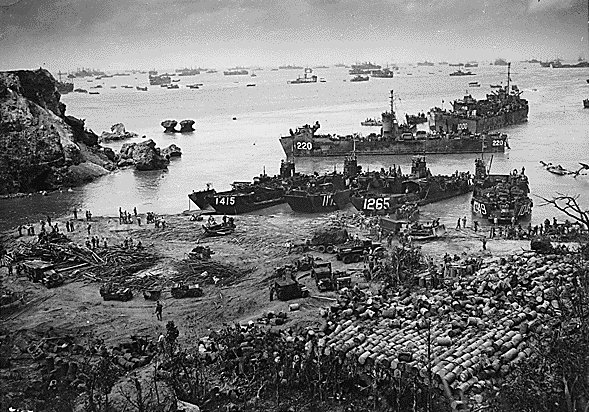
美軍登陸沖繩

日本在明治維新之後於1871年實施廢藩置縣，開始近代化。1871年，發生琉球船隻漂流到台灣後船員被當地人殺害的八瑤灣事件。這一事件成為日本政府合併琉球的契機。日本在翌年廢琉球国为琉球藩，是為琉球處分。為避免清朝干涉和琉球王族的反彈，明治政府最初並非將琉球設為「縣」而是已在日本本土被廢除的「藩」:147。然而1874年，又發生琉球漂流船船員在台灣被殺，日本以此為由攻擊台灣的牡丹社事件。在事後的調解過程中，清廷承認日本此舉是「保民義舉」。日方認為清朝的這一表態承認了琉球是日本領土，在翌年要求琉球藩停止對清朝朝貢。此後王府內分化為同意接受日本條件的派別和反對派兩派，難以達成共識。1879年3月，日本政府宣布廢琉球藩並改設沖繩縣，令琉球藩王尚泰搬到東京。此後琉球藩的部分士族及平民流亡清朝，並要求清政府向日本施压使琉球复国。宮古和八重山群島對日本吞併的反對更加強烈，曾發生翻譯官被當地民眾殺害的贊成事件，但最終被平定:151。清政府曾請美國前總統格蘭特与日本谈判琉球問題。日方接受了格蘭特的建議，對清朝提出了將沖繩群島以北劃為日本領土、將宮古和八重山群島劃為清朝領土的方案。此後清朝又提出將奄美群島劃入日本、琉球國在沖繩群島復國、宮古和八重山群島劃入清朝的方案，但談判最終未果。甲午戰爭清朝在戰敗之後割讓台灣給日本，無力解決琉球問題，琉球復國論也偃旗息鼓:154。
日本在直接統治沖繩縣之初實施舊慣溫存政策，保留了琉球國時期的土地和稅收制度，導致沖繩近代化進程滯後:156。甲午戰爭之後，隨著日本對沖繩的統治開始穩定，舊慣溫存政策被同化政策取而代之，沖繩社會開始快速日本化。但另一方面，由於台灣成為日本領土後成為新的前線和砂糖生產地，沖繩的軍事和經濟地位大幅下降:161。20世紀之後，日本在沖繩縣實施大規模土地改革:176，並重點發展砂糖等產業，但沖繩的經濟發展仍遠滯後於日本本土:164。沖繩的交通在20世紀初期開始近代化，不僅在島內修建了公路和鐵路，還開通了至日本本土的汽船航線:182。大正時代初期，由於第一次世界大戰導致砂糖價格暴漲，沖繩縣也一度迎來好景氣:187。但在大正末期至昭和初期，沖繩也受到大蕭條波及，眾多農民陷入飢荒，乃至出現了被迫食用有毒的琉球蘇鐵的果實和樹幹充飢的現象，這一悲慘現象被稱為「蘇鐵地獄」:153。也有許多沖繩人因此選擇北遷至日本本島或外國謀生。在1923年至1930年期間的日本對外移民中，沖繩縣人佔總量的一成。海外移民給沖繩縣的匯款金額相當於當時縣年財政收入的40%至65%:190。
1930年代之後，日本開始日益走上戰爭道路。沖繩縣也自1940年代開始在戰時體制下強行普及標準語，將姓氏讀音從琉球語發音改為日語標準語的發音，皇民化壓力迅速加強:209。1943年，日軍開始在沖繩徵地，修建軍用機場。1944年，日軍在沖繩設立第32軍並徵用民眾物資，同時開始疏散部分沖繩民眾至日本本土和台灣:214。1944年8月，載有約1700名疏散民眾的船舶對馬丸被魚雷擊沉，1,476人死亡:215。同年十月，那霸市遭到美軍的大規模空襲，市區九成面積被燒毀。1945年3月，美軍開始登陸琉球群島，沖繩島戰役爆發。這場戰役極其慘烈，有「钢铁风暴」（鉄の暴風）之稱:215。美軍在沖繩島戰役中有12,520人阵亡，日軍的阵亡者則更多高達94,136人（其中28,228人是沖繩縣人）。此外，冲绳平民的傷亡亦極為慘重。不僅美軍的攻擊導致平民傷亡，日軍也有以“間諜罪”为名處決本國平民，甚至要求民眾集體自殺就義的行為:230。在沖繩島戰役中約有94,000名平民死亡，軍民合計則有約20萬人在沖繩島戰役中犧牲:229。

### 战后处置
二战期间，盟国就战后如何处置琉球群岛曾有过多轮讨论。1943年开罗会议上，美国总统罗斯福主动提出琉球归属问题，表示是否可以让中国战后接管琉球。时任中国领导人蒋介石并未积极响应，只表示可以与美方“共同占领”并以国际托管的方式管理，最终在《开罗宣言》中并未提及冲绳县或琉球群岛归属问题。而1945年同盟国发表的《波茨坦公告》则只笼统地提出日本主权应被限制在本州、九州、四国、北海道和同盟国决定的其他诸多小岛上，这两则战时政治声明的发布为日本领土的战后处置提供了总体原则和大致框架。
战后，国民政府则意识到琉球群岛的重要性，提出与美国共同托管琉球的设想，托管期限定为5-10年，后来考虑到美方利益与态度，甚至建议“部分岛屿供美国设立基地”，显示出对琉球归属的妥协意愿，表明此时国民政府已经意识到美国不会轻易将琉球交给中国。中国国内舆论有主张琉球独立建国，也有主张应将其并入中国版图，多数强调琉球是中国的战略屏障，不能落入他国手中。
1946年，美国国务院基于不扩张领土方针与经济负担等理由，主张将琉球归还日本，而美国军方主张将琉球群岛划为“战略托管地”，冲绳岛指定为“战略区域”。美军提出其在冲绳战役中牺牲巨大，因此战后治理是其应得的补偿。经过双方拉锯和内部协商，最后美国政府形成了SWNCC 59/1文件，决定冲绳暂由美军继续管辖而非立即归还日本，并规划托管形式以规避主权问题。随后，盟军最高司令部发布了SCAPIN-677与841等指令，将“北纬29度以南”地区置于美国军事管理之下，作为在正式和约签订生效前的过渡时期的临时安排。最终1951年《旧金山和平条约》第3条赋予了美国可提议将琉球群岛及大东群岛等领土提交联合国托管并在此之前获得其行政、立法和司法权的权利。

### 美國治理時代

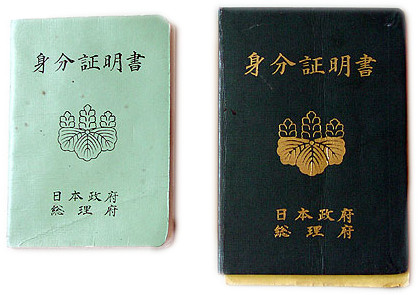
在美國治理時代，沖繩人在前往日本時需要特殊證件

1945年8月日本投降之後，日本全國進入盟軍佔領時期。沖繩則在6月沖繩島戰役之後就被美軍佔領，並在9月就進行了首次選舉以選出各地市長和議會議員:238。1946年4月，沖繩民政府成立。4年之後，統轄奄美、沖繩、宮古、八重山四地的群島政府成立:239。1949年，由於中国共产党逐渐控制中国大陆地区，沖繩的重要地位重新得到認識，美國宣布將沖繩分出日本本土並長期佔領:241。在佔領時期開始之初，由於在戰爭中的慘痛經歷，沖繩一度出現以美國為後盾實現獨立的論調。但美軍的苛政使得沖繩民意很快轉為要求重新成為日本一部分:244。1951年，沖繩縣民創建日本復歸期成會，並在三個月內就收集到縣內七成有投票權人的簽名，要求重回日本，但被美國政府無視:244。在1949年至1950年，美軍任命約瑟夫·羅伯特·希茨掌管沖繩軍政。他的統治期間被稱為希茨善政，獲得當地民眾一定好評:245。1950年12月，琉球列島美國民政府成立:245。1952年，美軍又設立琉球政府，並任命親美人士比嘉秀平為主席:246。此後沖繩縣實施立法（立法院）、行政（琉球政府）、司法（琉球民裁判所）三權分立的政治體系，但真正的最高權力機構是琉球列島美國民政府:246。
美軍在戰後通過強制手段大量徵用沖繩土地並將其作為軍事基地使用。被剝奪土地的居民被迫在基地工作或移民其他地區，導致沖繩經濟依賴美軍基地的畸形構造:249。1956年，沖繩民眾發起全島鬥爭，要求美軍停止強制徵地並進行賠償，最終以雙方各有讓步而妥協:253。1960年代，沖繩縣祖國復歸協議會成立:257。沖繩民眾還在簽訂舊金山和約的4月28日進行示威，公開揮舞美軍禁止展示的日本國旗並在鹿兒島縣和沖繩的海上分界處舉辦「海上大會」，要求回歸日本的運動開始表面化:255。1965年，時任日本首相佐藤榮作訪問沖繩，是日本首相在戰後首次訪問沖繩，並發表「沖繩一日不回歸，日本的戰後就沒有結束」的講話:260。1968年，主張「即時·無條件·全面返還」的屋良朝苗當選行政主席:258。1969年11月，日美發表共同宣言，美國放棄琉球行政權並移交日本

。但在回歸日本前夕，沖繩發生了胡差暴動及多次罷工，顯示民眾的反美情緒並未平息:261。

### 沖繩返還至今

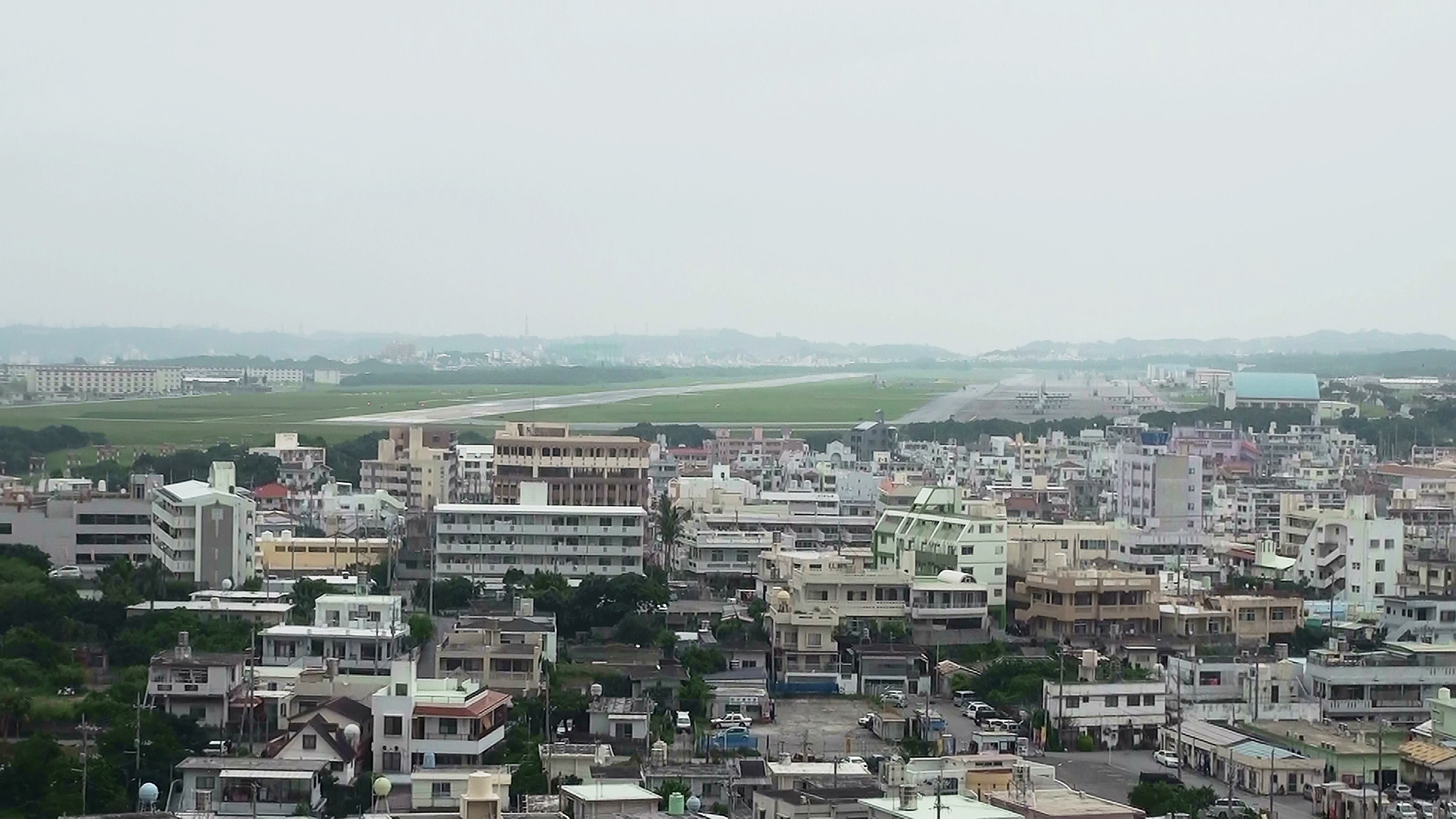
美軍基地問題仍是沖繩最大的政治問題，圖為普天間飛行場

1972年5月15日，美國放棄琉球行政、立法、司法權並移交日本，沖繩縣再次成立:266。沖繩在重回日本之後改用日元作為貨幣，但在改用日元的過程中因匯率問題導致發生物價暴漲等混亂:270。為縮小沖繩和日本本土的經濟差距，日本政府制定了沖繩開發三法和沖繩振興開發計劃以發展經濟，但沖繩仍然是日本經濟的後進縣之一。日本政府還在沖繩返還之後舉行了復歸特別植樹祭、沖繩特別國民體育大會、沖繩國際海洋博覽會三大事業:271。其中海洋博覽會雖使得沖繩縣的基礎設施建設有大幅提高，但也引發物價高漲和博覽會後經濟低迷等問題。據NHK當時做出的民調，在沖繩返還三週年之際，有51%的民眾認為回歸日本之後生活更差，高於認為生活更好的40%:268。日本政府雖然在沖繩的經濟發展上投入巨資，但沖繩的縣民所得仍不到日本平均值的八成，經濟對財政補助有很大依賴:270。
1978年，西銘順治當選沖繩縣知事，這是沖繩縣在回歸日本之後首次由保守派執政。在保守派政權時期，美軍基地問題被淡化，經濟發展成為這一時期沖繩縣政的主題。沖繩縣的經濟也在這一時期取得明顯發展，和日本本土的差距有所縮小:281。1990年，大田昌秀當選沖繩縣知事，沖繩縣再次由革新派人士執政。1995年，沖繩發生美軍強姦12歲少女事件，引發日本輿論嘩然，要求美軍撤出沖繩的聲音再次高漲。1996年，日美兩國達成協議，美國同意交還位於宜野灣市中心地區被住宅環繞的普天間飛行場，但將在沖繩縣東海岸興建新的基地取代普天間飛行場，引發沖繩民眾不滿。同年沖繩縣舉辦要求縮小美軍基地規模的公投。1998年，稻嶺惠一當選沖繩縣知事，保守派再次執掌沖繩縣政。2000年，沖繩縣舉辦了這一年的G8峰會。2004年，宜野灣市發生美軍直升機失事事件，普天間飛行場的危險性再次被公諸於眾。翌年美軍同意變更普天間飛行場的搬遷目的地，但沖繩縣輿論仍拒絕接受。2006年，日美達成搬遷普天間飛行場的協議。同年仲井真弘多當選沖繩縣知事，延續了保守派執政。
2009年，日本實現政黨輪替，新任的民主黨首相鳩山由紀夫曾承諾普天間飛行場將搬遷至沖繩縣外，但卻無力兌現，最終被迫辭職，也引發沖繩縣民極大不滿。此後日本政府和美國達成協議，把基地遷至名護市。2014年，對美軍基地問題持強硬立場的翁長雄志當選沖繩縣知事。翁長雄志上任之後在基地問題上強化了日本中央政府的對決姿態，普天間飛行場搬遷問題也因此進展更加緩慢。與此同時，沖繩仍然面臨經濟後進、環境問題等諸多縣政課題。

## 地理

### 位置範圍
沖繩縣位于日本最西南端，其陸地面積約2,281平方公里，海域東西寬約1,000公里，南北長約400公里。沖繩縣由沖繩群島、先島群島以及大東群島組成，隔海和鹿兒島縣相鄰。
|        | 島       | 所屬自治体 | 註解               | 位置                                                            |
| ------ | -------- | ---------- | ------------------ | --------------------------------------------------------------- |
| 最北端 | 硫磺鳥島 | 久米島町   | 有人島僅限伊平屋島 | 硫黄鳥島波照間島北大東島与那国島那霸市伊平屋島沖繩縣 (琉球群島) |
| 最南端 | 波照間島 | 竹富町     | 日本最南端的有人島 | 硫黄鳥島波照間島北大東島与那国島那霸市伊平屋島沖繩縣 (琉球群島) |
| 最東端 | 北大東島 | 北大東村   |                    | 硫黄鳥島波照間島北大東島与那国島那霸市伊平屋島沖繩縣 (琉球群島) |
| 最西端 | 与那国島 | 与那国町   | 日本最西端的島     | 硫黄鳥島波照間島北大東島与那国島那霸市伊平屋島沖繩縣 (琉球群島) |

### 地勢與地貌

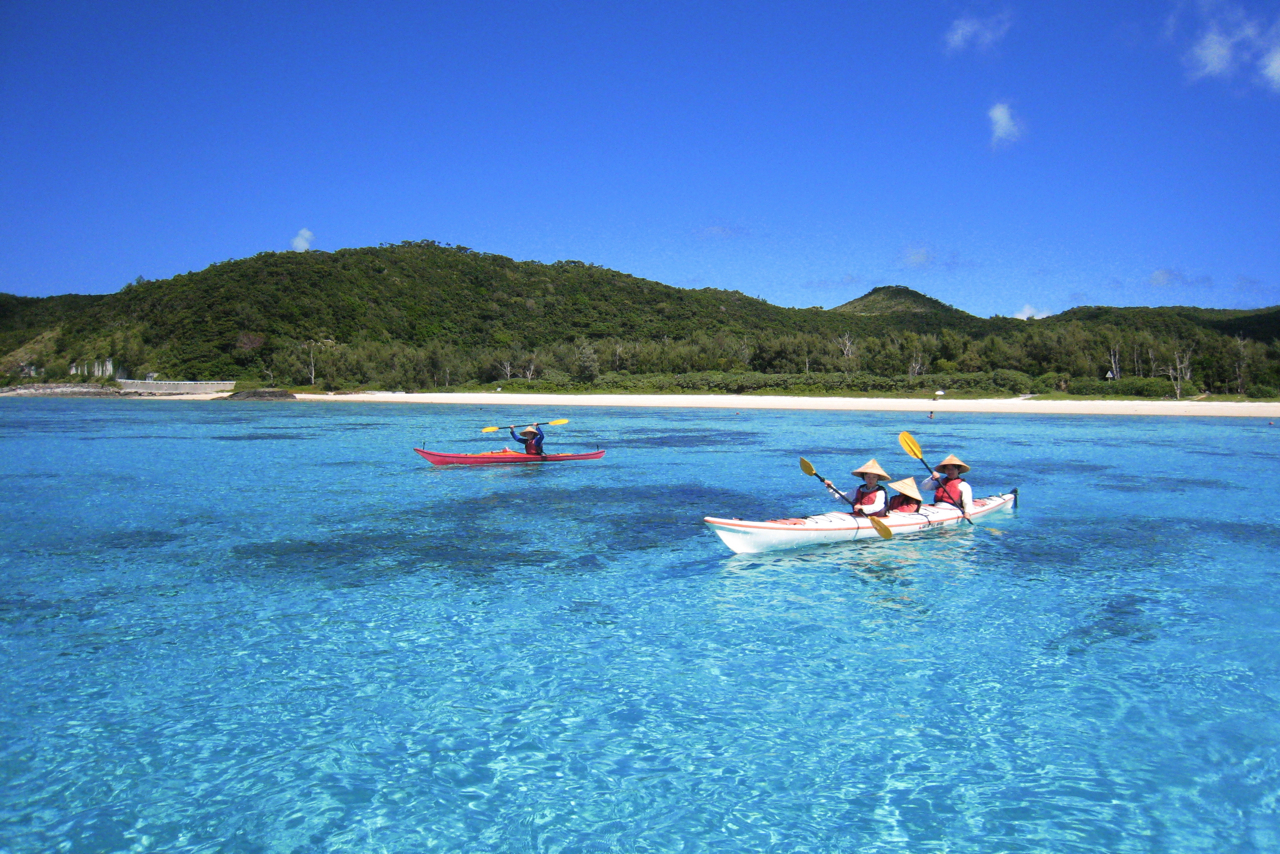
座間味島是日本有名的海滨度假胜地之一

琉球群島是沖繩海槽和琉球海溝之間的海底山脈，屬於新期造山帶:22，但地震的次數和強度均少於日本本土。2010年，沖繩本島近海發生芮氏6.9地震，沖繩本島最大震度達5級，是時隔90年以來的記錄。在沖繩縣的地形中，山地佔22%、丘陵佔32%、台地佔35%、低地佔11%:532。沖繩本島的山地主要分佈在北部，而中南部則以丘陵和台地地形為主:533。沖繩縣最高的山峰是位於石垣島的於茂登岳，高526米。沖繩本島最高點則是与那霸岳，高503米。這兩座山峰也是沖繩縣僅有的兩座標高超過500米的山峰:25。硫磺鳥島的硫磺岳和城岳是沖繩縣內僅有的火山（不含海底火山）:27。沖繩縣的台地可以分為砂礫形成的台地和琉球石灰岩形成的台地。其中砂礫台地主要分佈在沖繩本島北部，琉球石灰岩台地則分佈範圍廣泛:28。沖繩本島南部還分佈有喀斯特地形等特殊地貌:30。沖繩縣通過填海獲得大量土地。那霸市的不少地區都是18世紀之後填海得來:62。就土地利用情況來看，沖繩縣的森林覆蓋率比日本平均值要低很多，但農用地、宅地、道路則遠高於日本平均:64。
沖繩本島佔沖繩縣總面積的53%，而沖繩縣較大的離島有宮古島、石垣島、西表島。這四個島嶼合計佔沖繩縣面積的82%:62。宮古島地形平坦，全島幾乎都是琉球石灰岩地形。島上雖無河川但地下水資源豐富:41。石垣島形狀類似於一個勺子，主要部分是四方形，平久保半島則是勺子的勺柄部分:41。石垣島北部地勢較高，南部則地形平坦。石垣島東海岸有日本最大的裾礁，和西表島之間的海域則有日本最大的堡礁:41。西表島地形多山，島上的西表煤礦是沖繩唯一的煤礦，在二戰之前曾有開採:193。石垣、西表兩島附近還有小濱島、竹富島等離島:534。八重山群島最西側則是以丘陵地形為主的與那國島和波照間島。位於沖繩縣東部的大東群島和琉球群島之間隔有琉球海溝。南大東島和北大東島是隆起環礁地形。沖大東島則是罕見的隆起卓礁地形:534。

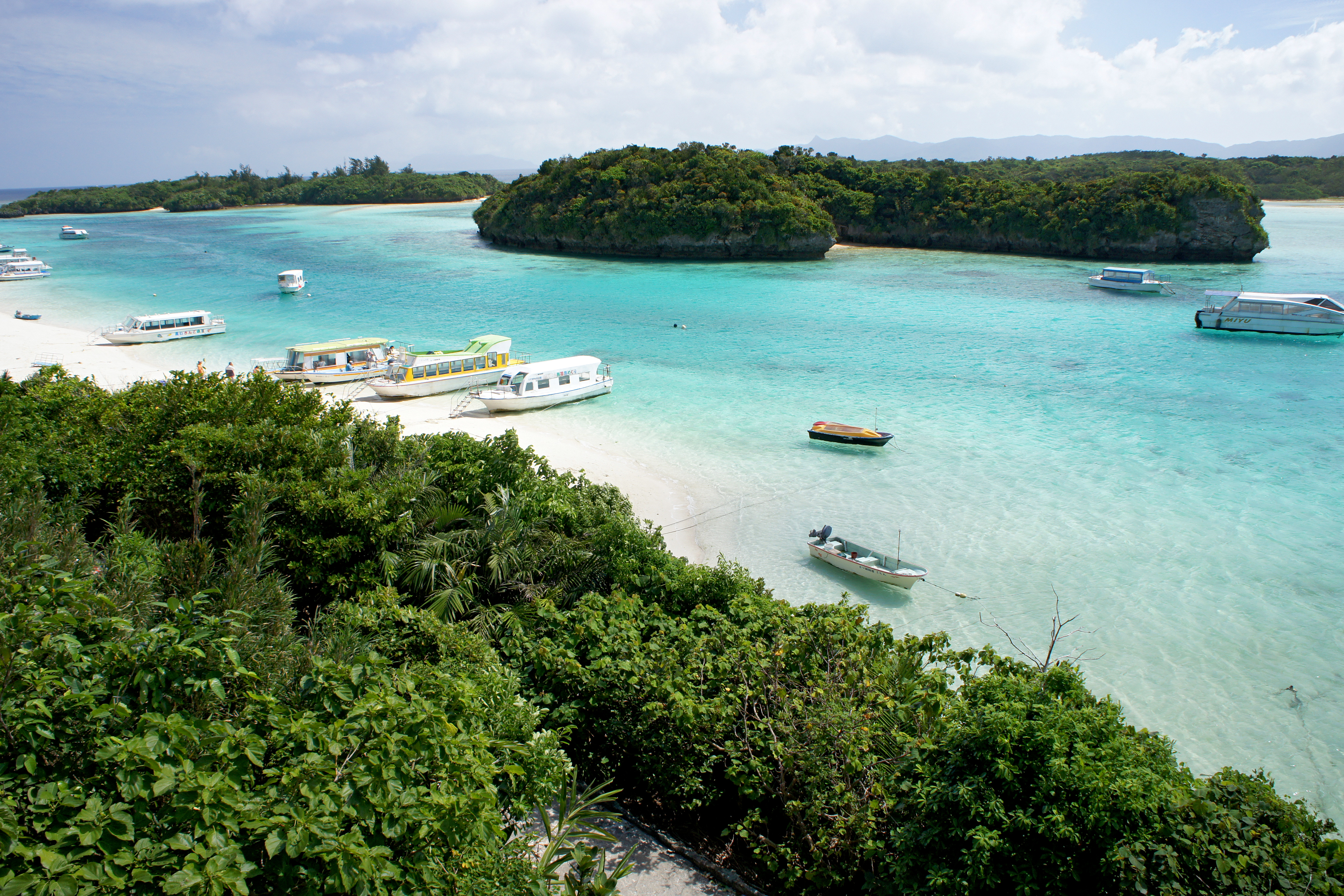
石垣島的川平灣

### 水文
沖繩縣有約300條河川。受地形限制，沖繩縣的河川短小湍急，水流量經常在短時間內就因降雨而迅速變化，導致洪水或乾旱現象出現:28。沖繩是日本唯一沒有一級水系的縣，縣內的二級水系的平均流域面積也只有17.7平方公里，平均長度只有7公里:536。沖繩縣內流域面積最大的河川是沖繩本島的比謝川、最長的河川是西表島的浦內川。本部町的鹽川是世界罕見的鹹水河。沖繩縣最大的自然湖泊是位於南大東島的大池，最大的人工湖是福上湖。

### 生態環境
沖繩縣擁有紅樹林、礁湖等日本本土沒有的地形景觀，生態系統獨特，有眾多固有種動植物生存，享有「東洋的加拉帕戈斯」之稱:50。琉球群島的單位面積植物種類數是日本本土的45倍，擁有約100種特有種植物，並且還擁有西表山貓、野口啄木鳥等特有動物:51。日本政府在沖繩設有西表石垣國立公園、慶良間諸島國立公園、山原國立公園三個國立公園，保護沖繩珍貴的自然環境。

### 氣候
按照柯本氣候分類法，沖繩縣屬於副熱帶季風氣候，受到黑潮的影響，全年氣候溫暖。那霸市2014年年平均氣溫有23.1度。沖繩縣屬於海洋性氣候，因此氣溫的年較差較低，只有12度:45。夏季的沖繩雖然氣候炎熱，但受海洋影響而少有極端高溫天氣，最熱時的平均氣溫也不會超過30°C:45。沖繩縣自有觀測記錄以來未出現過零度以下的氣溫記錄。2016年，受寒流影響，在久米島和名護市觀測到了雨夾雪（在日本的氣象記錄和雪是同一分類），這是沖繩時隔39年再次觀測到降雪。沖繩縣由於受季風和颱風影響較多，年降水量約有2,000毫米，屬於多雨地區。梅雨期和颱風帶來的降雨佔沖繩縣降水量的約六成。但另一方，在空梅雨或颱風過境次數較少時，沖繩容易發生乾旱:45。沖繩縣有「颱風銀座」之稱，在夏季頻繁有颱風經過。

## 行政區劃

沖繩縣行政劃分

沖繩縣現轄有11市、5郡、11町、19村。沖繩本島分為北部、中部、南部三個廣域市町村圈。北部廣域市町村圈包括了名護市、國頭郡各町村（國頭村、大宜味村、今歸仁村、本部町、恩納村、宜野座村、金武町、東村、伊江村）、島尻郡北部離島的伊平屋村、伊是名村。中部廣域市町村圈包括沖繩市、宇流麻市、宜野灣市、中頭郡（讀谷村、嘉手納町、北谷町、北中城村、中城村、西原町）。南部廣域市町村圈包括那霸市、浦添市、豐見城市、糸滿市、南城市、島尻郡中位於沖繩本島的與那原町、南風原町、八重瀨町及離島部分的久米島町、渡嘉敷村、座間味村、粟國村、渡名喜村、北大東村、南大東村。先島群島則可分為宮古群島（宮古島市及宮古郡多良間村）和八重山群島（石垣市及八重山郡竹富町、與那國町）兩個部分。

## 人口

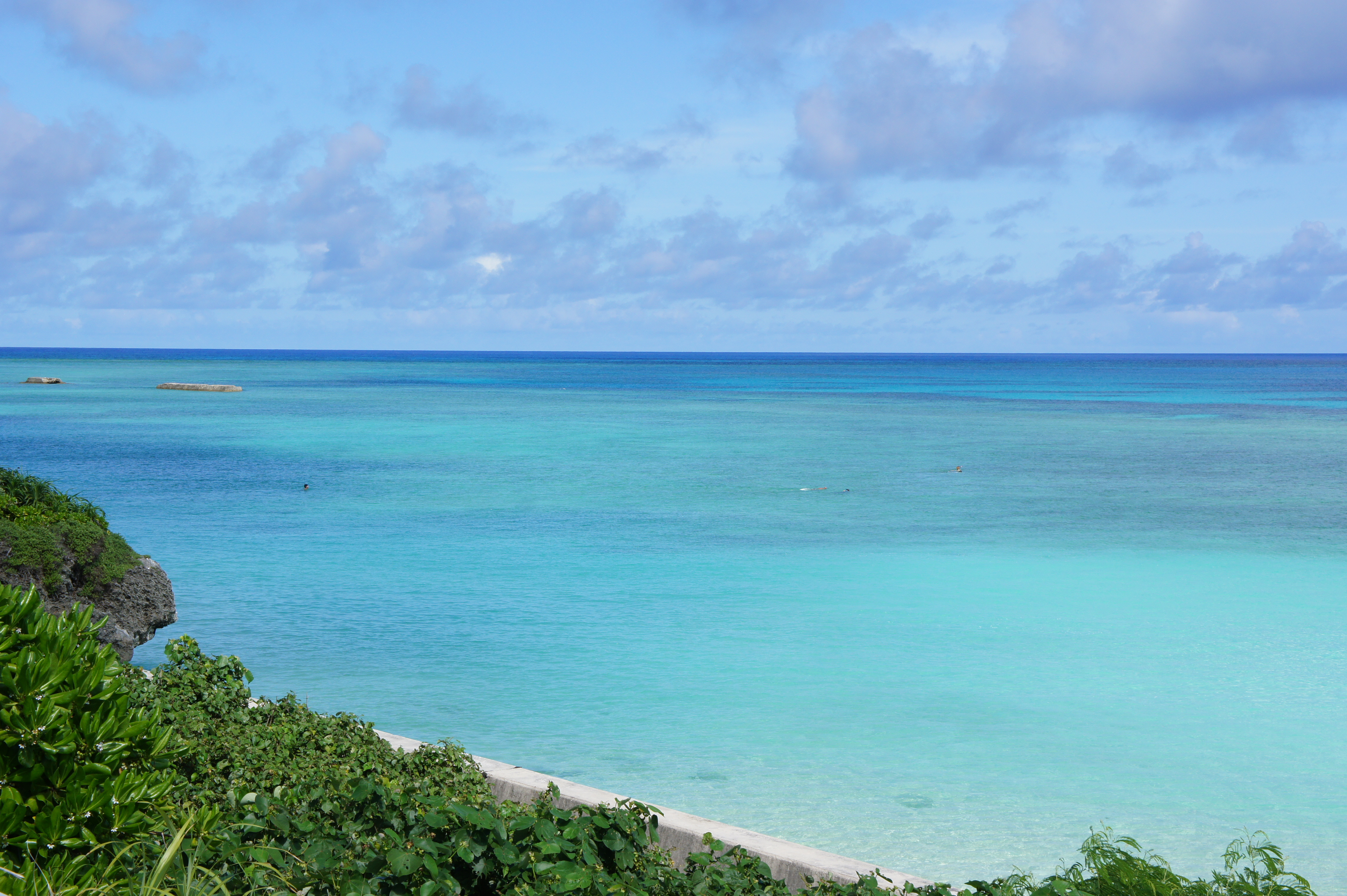
波照間島的北濱是全日本最美麗的海灘之一

1879年沖繩設縣時，有人口310,545人:546。當時琉球國舊都首里的人口仍略多於新縣廳那霸。此後沖繩縣人口穩定增加。1920年日本首次人口普查時，沖繩縣有人口571,572人:546。但隨著砂糖價格暴跌導致沖繩經濟蕭條，迫使眾多沖繩人移居海外，人口增長也因此放緩。二戰導致沖繩縣人口大幅減少。1946年時，沖繩縣有人口509,517人:547。戰後由於部分移居外國的沖繩人被迫返鄉和嬰兒潮出現，沖繩人口在短期內大幅增加，1950年時達698,827人:547。同時因交通動線的變化，沖繩本島的人口出現由太平洋沿岸向東海沿岸遷移的趨勢:58。1974年時，沖繩縣人口突破100萬:547。由於較高的生育率，沖繩縣人口仍持續增加。2017年10月1日，沖繩縣有人口1,443,802人。沖繩縣的人口密度位居日本第九位，是日本三大都市圈和福岡縣以外人口密度最高的縣，人口增長率也是日本前列。那霸市集中了沖繩縣約四分之一的人口，過密問題嚴重。但與之相對的是，沖繩縣的離島地區則因人口減少而面臨過疏問題:61。2012年時，沖繩縣人口中有17.6%是14歲以下人口、64.7%是15至64歲人口、17.7%是65歲以上人口。沖繩縣也是有名的長壽縣，至1990年代中期時男女的平均壽命都是日本前十。但在1990年代中期之後，沖繩男性平均壽命在日本的排名顯著下降，而女性平均壽命仍是日本前列。2015年，沖繩縣的總和生育率達1.96，連續31年位居日本之冠。

### 移民
由於經濟發展滯後，沖繩縣長期是日本最大的移民縣。現在日本國外有約35萬人是沖繩人的後代。在1899年至1937年期間，沖繩縣有67,650人移民海外，居日本第二，佔總值的10.5%:136。1906年是沖繩縣移民人數最多的年份，達4,670人，此後沖繩縣有每逢經濟蕭條時移民數就增加的傾向:137。1900和1910年代前期時，沖繩縣民主要移民目的地是夏威夷。1910年代中期之後則變為巴西和秘魯等南美國家。1930年代中期之後再變為菲律賓:137。自20世紀初期開始至昭和初期，每年有超過2萬人的沖繩縣人外流日本本土工作，主要目的地則是大阪、東京、名古屋等大都市:140。現在橫濱市鶴見區和大阪市大正區仍居住有眾多沖繩出身者。二戰之後的1960年代，沖繩縣也出現過學生集體在日本本土就職的情況:549。

## 政治

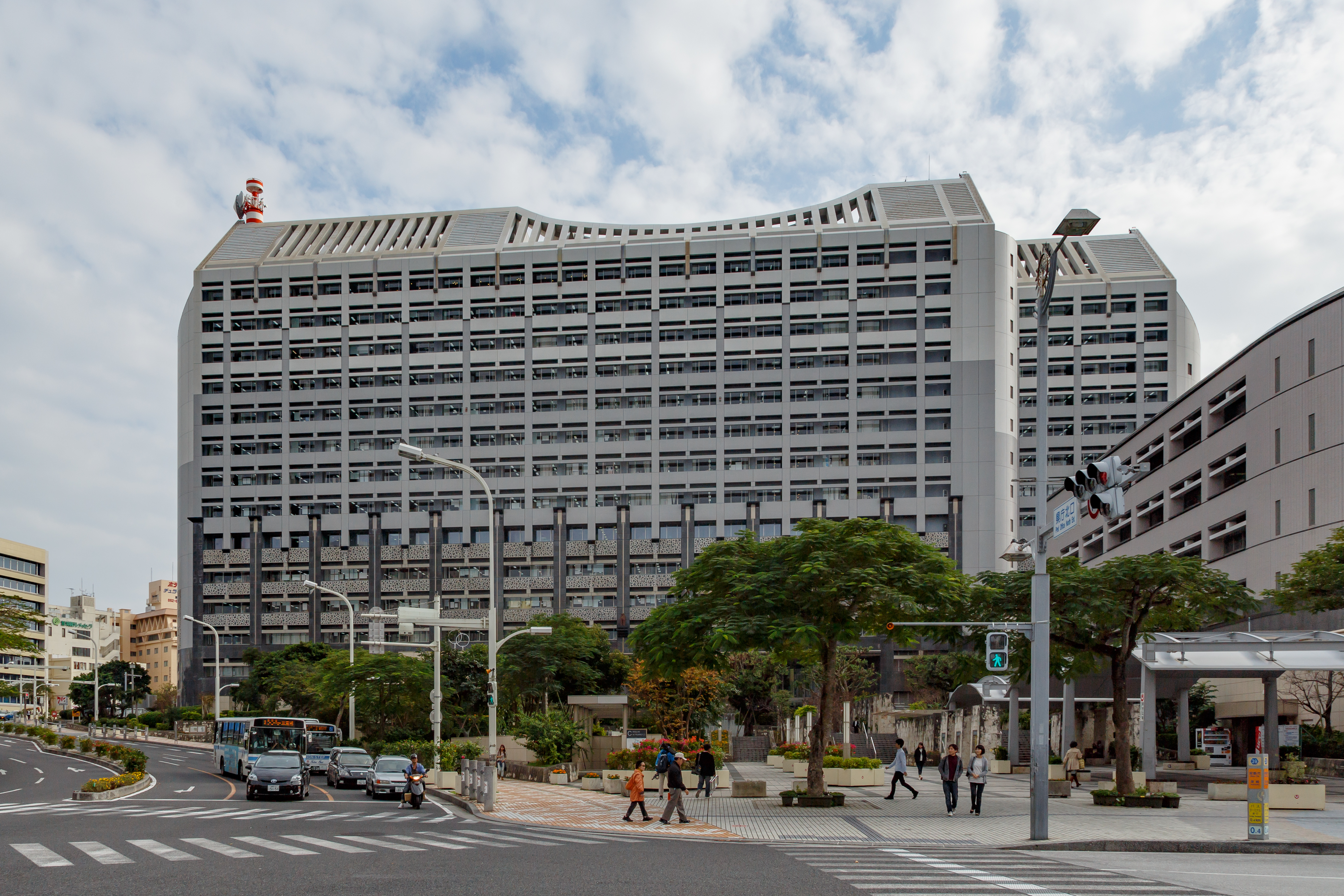
沖繩縣廳

由於特殊的歷史經緯，沖繩縣內革新派的勢力遠強於日本大多數地區，是日本左右對決最激烈的縣。沖繩社會大眾黨是只在沖繩活動的革新派政黨，在沖繩的戰後政治中有重要地位:55-71。2014年，反對美軍普天間飛行場搬遷到名護市的社民黨、日本共產黨、民進黨、沖繩社會大眾黨等左派政黨和部分同樣反對基地搬遷的右派人士合作，共組名為全沖繩的選舉運動，並在2014年沖繩縣知事選舉、2016年沖繩縣議會議員選舉等選舉中取得勝利。
1996年日本導入小選舉區制之後，在眾議院選舉中，沖繩縣被劃分為4個選舉區。這四個選舉區中，擁有最多美軍基地的沖繩縣第2區是革新派勢力的優勢選區，社民黨的照屋寬德自2003年以來壟斷該選區議席。其他三個選區則都是左右派激烈對抗的選區，政黨交替頻繁。在2014年眾議院選舉中，沖繩縣四個選舉區全部由反對普天間飛行場搬遷到名護的人士當選。沖繩縣第1區更由日本共產黨的赤嶺政賢當選，是日本共產黨時隔18年再次在小選區當選和首次在沖繩的小選區當選。但在2017年眾議院選舉時，自民黨候選人在沖繩縣第4區當選。2021年眾議院選舉時，自民黨候選人在沖繩縣3、4區均成功當選，且在1、2區亦通過比例代表復活當選。日本共產黨、社民黨則各自獲得一個議席。參議院的沖繩縣選舉區共有兩個議席，目前也全部是由反對普天間飛行場搬遷到名護的人士當選。但就比例代表的得票率來看，自民黨則是沖繩縣得票數最多的政黨。
沖繩縣知事在歷史上也多次發生政黨輪替。2014年，得到革新派人士支持的翁長雄志當選沖繩縣知事，但他在2018年去世。在同年9月的知事選舉中，仍然是由得到革新派政黨支持的玉城丹尼當選。玉城在2022年亦順利連任。然而，近年由於台灣局勢日益緊張，沖繩縣民對中華人民共和國的不安情緒加劇，使得革新派的勢頭迅速趨於停滯。
沖繩縣議會共有48名議員，自民黨是最大黨派，有22名議員。
在日本行政區劃中，日本和中華人民共和國、中華民國有爭議的島嶼釣魚台列嶼（日方稱尖閣諸島）由沖繩縣石垣市管理。據沖繩縣廳在2015年進行的調查，只有9.3%的沖繩縣民對中華人民共和國有親近感，有88.1%的沖繩縣民對中華人民共和國沒有親近感。8.3%的沖繩縣民對中華人民共和國印象較好，90.8%的沖繩縣民對中華人民共和國印象較差。
沖繩縣和日本本土之間也存在隔閡。在2016年，在沖繩縣美軍基地執勤的大阪府警察對抗議民眾進行「土人」等歧視發言，輿論嘩然。據NHK在2017年進行的調查，只有19%的沖繩人認為日本本土人理解沖繩人的感受，79.6%的人認為不理解。56.9%的沖繩人認為過去五年內針對沖繩的誹謗中傷增加。但另一方面，沖繩縣內也存在對美日混血人士的歧視等問題。
沖繩縣財政狀況嚴峻，嚴重依賴日本中央政府的補助，財政力指數只有0.29，遠低於日本平均水準。

### 美軍基地問題

紅色部分是沖繩縣內的美軍基地

美軍在沖繩返還之後已將部分沖繩縣的美軍基地用地交還日本:595，但沖繩縣內仍有大量土地被美軍基地佔據。沖繩縣雖然面積只佔日本總面積的0.6%，卻集中了74%的駐日美軍基地。沖繩全縣有33處美軍基地，佔全縣面積的10%，在沖繩本島這一比例更達18%。居住在沖繩的美軍和美軍家屬達47,300人。在沖繩縣的美軍基地問題中，又以普天間基地遷移問題最為複雜。普天間基地因緊鄰住宅區且多次發生事故而被認為是世界最危險的軍事基地之一，沖繩縣長期要求將該基地遷出沖繩縣外。2010年，美日兩國達成將普天間基地搬遷到名護市施瓦布營的協議，引發沖繩縣民的強烈不滿，抗議活動不斷。美軍的犯罪問題是沖繩縣民反對美軍基地的另一大原因。自沖繩返還至2015年，沖繩縣內的美軍犯罪件數已累計達5,896次。2016年，在宇流麻市發生美軍軍屬強姦殺人事件，引發當地民眾的強烈抗議。但另一方面，美軍基地是沖繩縣第二大就業提供機構。美軍基地在沖繩縣經濟中有無法忽視的地位。
據NHK在2017年的調查，25.7%的沖繩人希望全面撤除縣內的美軍基地、50.6%則希望減少至和日本本土同樣水準。26.5%贊成普天間基地搬遷到名護市，62.6%反對。據2015年沖繩縣的調查，42.2%的沖繩人對美國沒有親近感、55.4%的沖繩人對美國有親近感。2019年2月24日，沖繩縣舉辦是否贊成在邊野古修建美軍基地而填海的縣民投票。這次公投的投票率有52.48%，其中71.74%反對為修建美軍基地而在邊野古填海，18.99%支持，8.70%不支持亦不反對。

### 独立运动

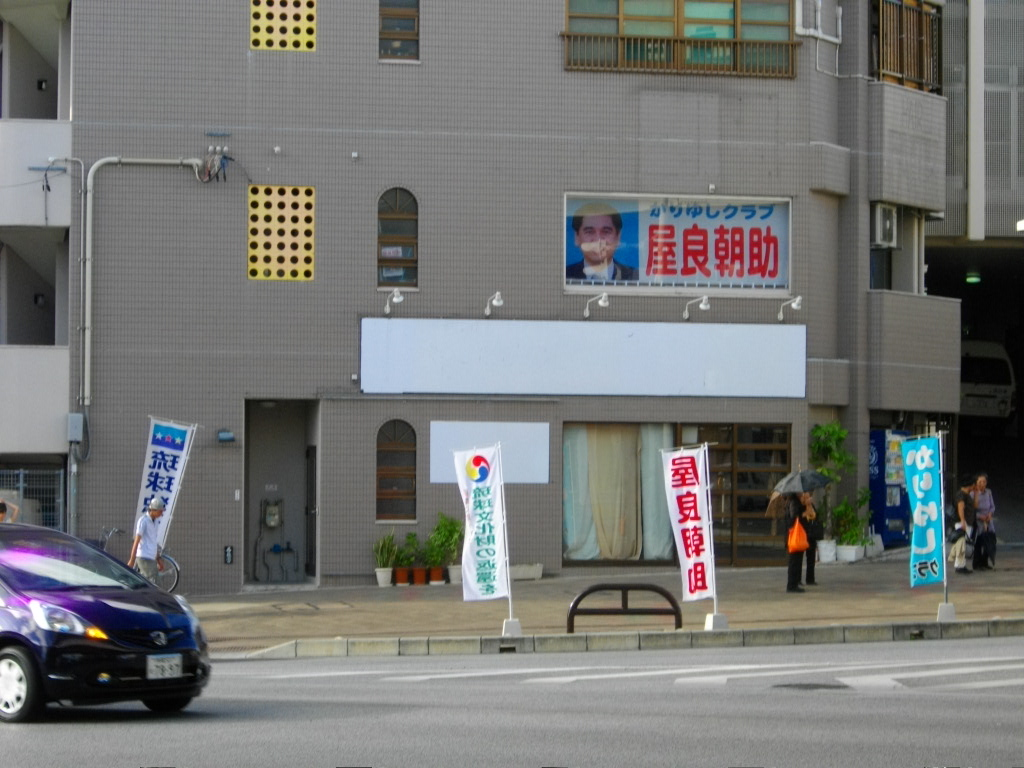
支持琉球獨立的嘉利吉俱樂部的總部。

基于历史原因、民族文化认同和美军基地等现实问题，冲绳县在不同时期皆存在一些主张独立的政治运动。
1879年日本废除琉球藩后，琉球末代國王尚泰被遷往東京并被授予爵位，一些不滿日本統治的琉球人流亡清朝，被稱為脫清人，此為「第二次琉球處分」。這些人以福州、北京、天津為據點，要求清朝向日本就琉球問題交涉，史稱琉球案。在中国及美國的干涉下，曾一度有復國的提議，但由於该提议拟将原琉球王國的主要岛屿划給日本，因此遭到这些琉球流亡士族的反對。隨着中日甲午戰爭中國戰敗後，清朝再也無力支持琉球王國復國。19世纪末，琉球末代君主尚泰王的兒子尚寅、尚順等人發起意图讓琉球王室尚氏家族作为世袭者返回统治并让冲绳拥有一定程度上的地方自治权的一個特别縣的運動，史稱公同會運動，但最終失敗。最後一任琉球國王尚泰於1901年去世。
在1945年太平洋戰爭結束後再次出現了一部分要求冲绳独立的呼声。一些琉球人認為隨著日本戰敗，盟軍應幫助琉球復國而不是把主權歸還日本。部分日本左翼的政黨和知识分子，例如日本共產黨等，在战后初期也曾表达过支持琉球由美军单独管理和支持冲绳獨立权利的立场。然而，出于冷战形势的变化和冲绳主流民意呼声的压力，美国逐渐放弃了早期试图推动琉球独立的政策，转而支持归还日本。根據1971年的《沖繩歸還協定》，琉球群島於1972年5月15日將正式歸還日本。1952年簽署的美日安保條約規定美國繼續在日本駐軍，美國將繼續在沖繩島大量駐軍，這些事件為追求琉球獨立的新政治激進主義奠定了基礎。琉球獨立運動活動家認為，無論是1609年日本薩摩藩的侵略，還是明治時期設立的沖繩縣，都是對琉球王國的殖民吞併。 活動家強烈批評無論在過去還是現在，對琉球人民和領土的虐待從未停止，當中包括美國使用沖繩島土地作為大型軍事基地一事。目前，雖然琉球獨立派存在，但其支持者僅限於少數運動人士，在沖繩縣並未得到廣泛支持。
琉球群島與中國長期存有緊密的關係。現今中華人民共和國政府在官方立場並沒有公開質疑日本對琉球群島的主權，在官方文件及地圖也將琉球群島視為日本領土的一部分。不過，隨着中日關係轉差，琉球歸屬問題在某些非官方立場也時有被提出。

## 經濟

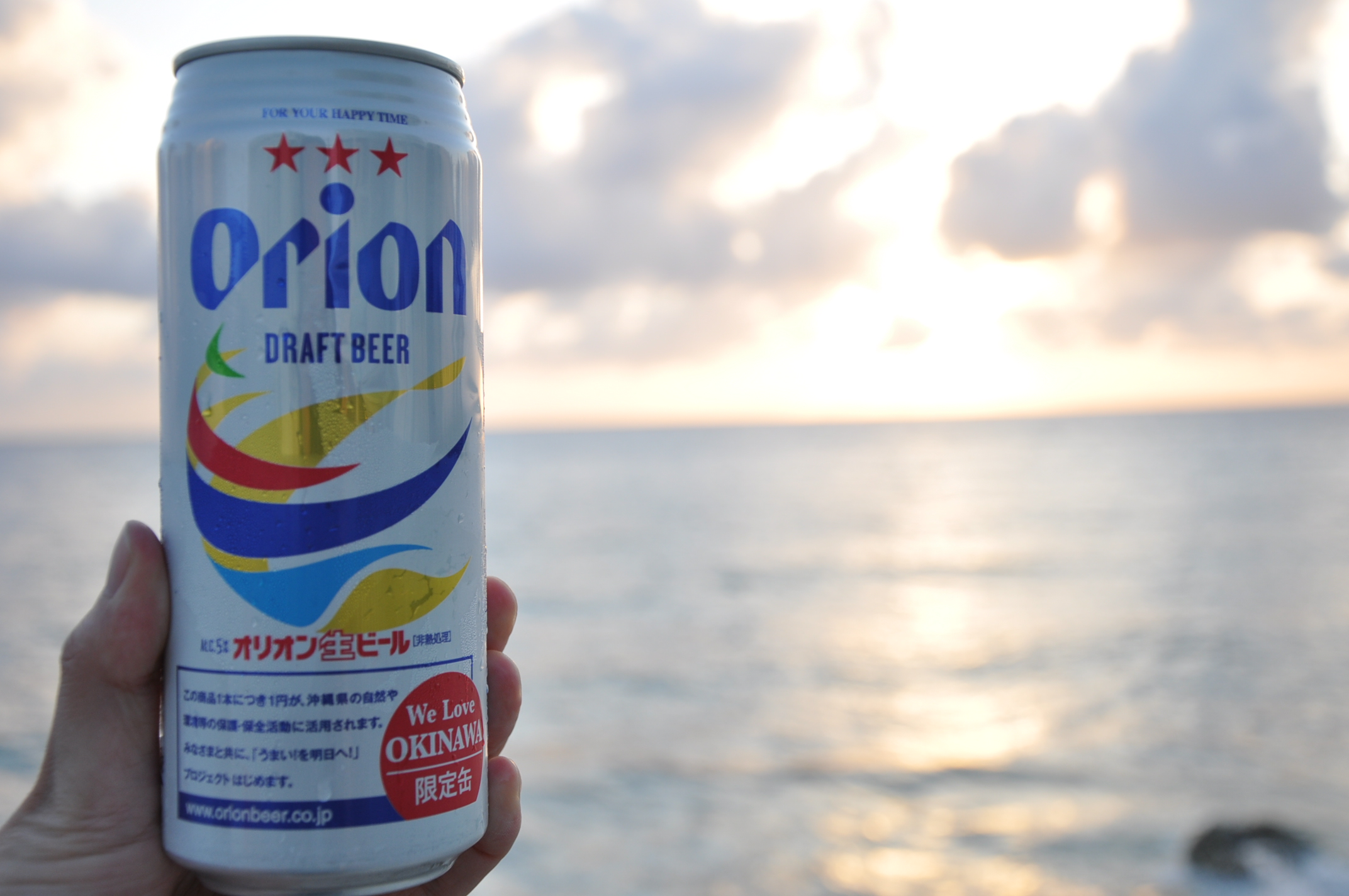
獵戶座啤酒

2014年，沖繩縣縣內生產總值有40,511億日元。人均縣民所得有212.9萬日元，相當於日本平均值的74.2%。在沖繩縣的經濟總量中，第一產業佔比1.5%、第二產業佔比13.7%、第三產業佔比84.6%。沖繩縣的經濟高度依賴日本中央政府的財政補助:89。日本政府在稅制上對沖繩縣有眾多優惠措施，並將沖繩縣的眾多地區設為特區。但另一方面，沖繩仍是日本失業率最高的縣之一

### 第一產業
2014年，沖繩縣農業生產額達901億，其中種植農業有490億日元，畜產品有411億日元。甘蔗、牛肉、豬肉、蔬菜是沖繩縣的主要農產品。在二戰之前，農業是沖繩縣的最主要產業，佔縣內經濟總量的約半數。但在1955年時，這一比例已下降到23%，1972年時只有7.3%:90。沖繩縣在戰前農業以甘蔗和畜產為主，在戰後番薯、大米等糧食作物和菠蘿、芒果、西印度櫻桃等熱帶水果的生產有大幅增加:91。就地區分佈來看，沖繩本島的農業以種植農業和養豬為主，宮古群島以甘蔗種植為主，八重山群島以養牛業為主:93。沖繩縣的森林面積有106,727公頃，其中三成是國有林，七成是私有林。沖繩縣漁場面積廣大，2014年的漁業生產額達187億日元，其中海面漁業佔56.3%，養殖漁業佔43.7%。沖繩縣主要水產品有金槍魚、魷魚、日本對蝦、水雲:103。

### 第二產業
沖繩縣經濟總量中第二產業佔比遠低於日本平均值，且建設業的比重遠高於製造業，顯示沖繩縣經濟對公共工程的依賴:564。在二戰之前，沖繩經濟中建設業佔比3.6%。但在沖繩返還之後這一比例曾達20.4%:104。2014年，沖繩縣的工業品生產金額有6335.91億日元，其中以石油製品的比重最大，其次是食品飲料業。就區域分佈來看，擁有沖繩縣內唯一工業地區的西原町比例最高。沖繩有琉球國時期就有陶器、琉球漆器、紅型、芭蕉布等傳統產業:107。由於沖繩縣內可以提供工業用地有限，加上遠離日本本土市場，導致沖繩製造業面臨眾多先天條件的制約。特別是在回歸日本之後，由於保護措施被廢除，沖繩縣內市場完全被日本本土企業所佔據:105。沖繩縣內主要的工業企業有沖繩電力、獵戶座啤酒等。

### 第三產業

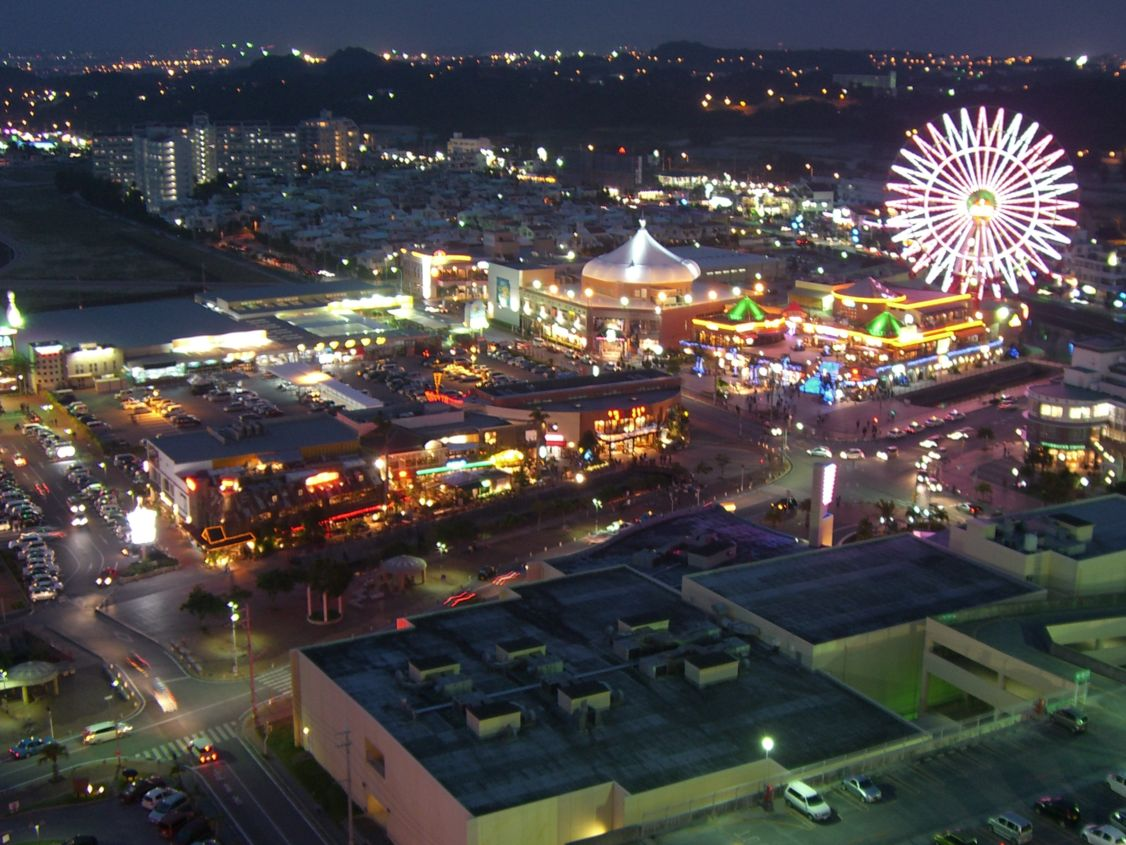
美濱美國村

第三產業在沖繩經濟中擁有最重要地位。沖繩縣內有琉球銀行、沖繩銀行、沖繩海邦銀行三家地方銀行。2014年，沖繩縣全年商品銷售額超過23,487億日元，其中批發業佔比約55.6%，零售業佔比約44.4%。隨著汽車社會的進展，沖繩縣也面臨和日本本土同樣的民眾偏好在郊外大型購物中心購物導致市中心地區空洞化的問題:561。沖繩縣內主要的商業企業有SAN-A、金秀商事、琉貿等。位於北谷町美濱的美濱美國村是沖繩規模最大的娛樂和商業設施。旅遊業也在沖繩縣經濟中有重要地位。自1977年開始，沖繩縣的觀光業收入就超過了自軍隊獲得的收入:112。1980年代時，沖繩縣興建了眾多大型酒店，加上航空路線的擴充，使1990年時沖繩縣的遊客人數已達290萬人:114。1990年代後期時更達到450萬人:115。2016年度，沖繩縣觀光客人數達876.92萬人，比前一年增加了10.5%，連續四年創出新高。沖繩縣十分重視發展信息產業，在1998年提出沖繩多媒體島的構想，又在2013年提出了沖繩Smart Hub構想，以吸引IT企業投資沖繩。現在沖繩縣是日本呼叫中心最集中的地區之一。

## 文化

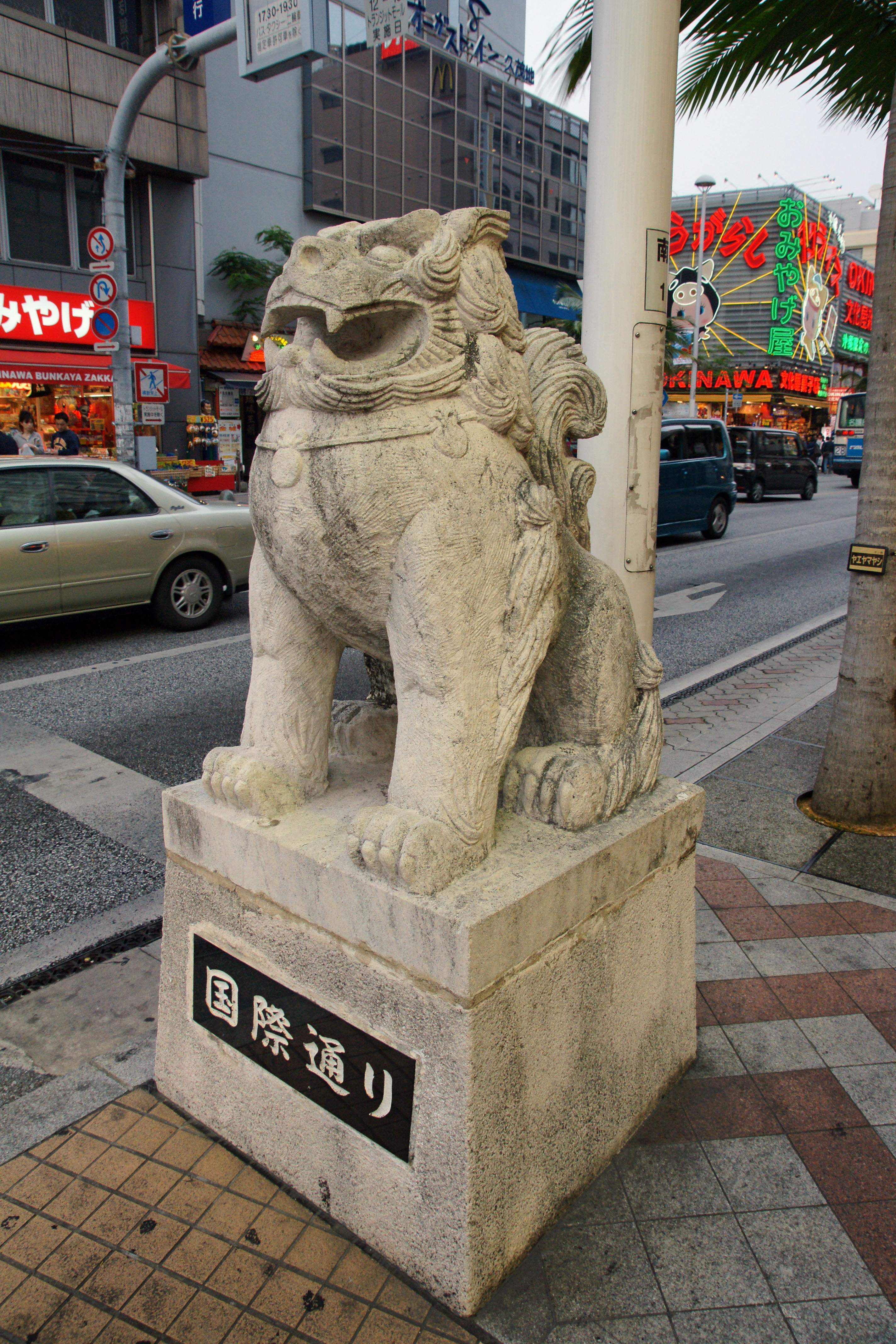
位於國際通的風獅爺像

沖繩文化在保持了獨自特色的同時，也受到日本文化、中華文化、美國文化的強烈影響。

### 語言
沖繩縣在琉球國時期主要使用琉球語。琉球語和日語在基礎詞彙和音韻系統上有眾多共同之處，但亦在語法、進階詞彙、文字表記方面亦有很大不同，且琉球語內部也有很大差異。琉球語可以分為在奄美群島和沖繩群島使用的北琉球方言、在先島群島使用的南琉球方言，兩者主要在發音上有很大差異:123。琉球語保留了較多古日語的特徵，但亦有獨特的發音特點:124。琉球被日本中央政府納入直接管轄之後，日語迅速成為沖繩縣正式場合的語言，但民眾在生活中仍較多使用琉球語:124。然而隨著20世紀後政府通過學校教育強力普及標準語，並要求使用琉球語的學生佩戴方言札進行羞辱，導致琉球語的使用度逐漸減少:209。現在日語已經成為沖繩縣的主要語言。但日語在進入沖繩之後也受到了琉球語的影響，形成了在發音和詞彙上受到九州方言較強影響的沖繩日語:134。在沖繩縣，目前透過方言節目的播出以及學校中的方言教育活動，日本政府也積極致力於琉球語的保存工作。:140

### 文學
在琉球國時代，沖繩有被稱為琉球文學的獨自文學，具代表性的琉球文學的表現形式有琉歌。進入現代文學時代後，1967年，大城立裕憑藉《雞尾酒舞會》獲得芥川獎，是沖繩縣作家首次獲得芥川獎。此後東峰夫、又吉榮喜、目取真俊等沖繩縣出身的作家也獲得了芥川獎的肯定。沖繩也因其獨特的文化和歷史而是眾多小說的舞台。

### 宗教

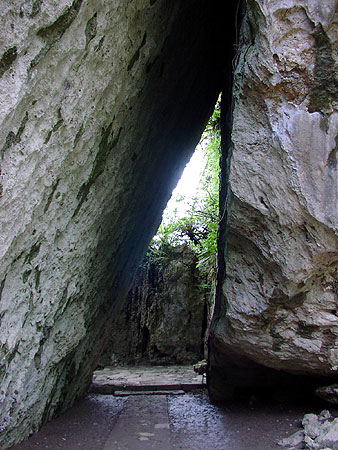
齋場御嶽

沖繩縣的傳統宗教信仰是琉球神道，主要崇拜對象是龍宮和御嶽，並且盛行祖先崇拜，在宗教信仰上也和日本本土有很大不同。御嶽是沖繩傳統宗教中最重要的宗教活動場所。齋場御嶽是所有御嶽中最為重要的御嶽，被列入世界文化遺產加以保護。由於美國統治時期這一經歷，沖繩縣的基督教信徒比例高於日本平均值，人均教堂數也是日本第一。

### 表演藝術

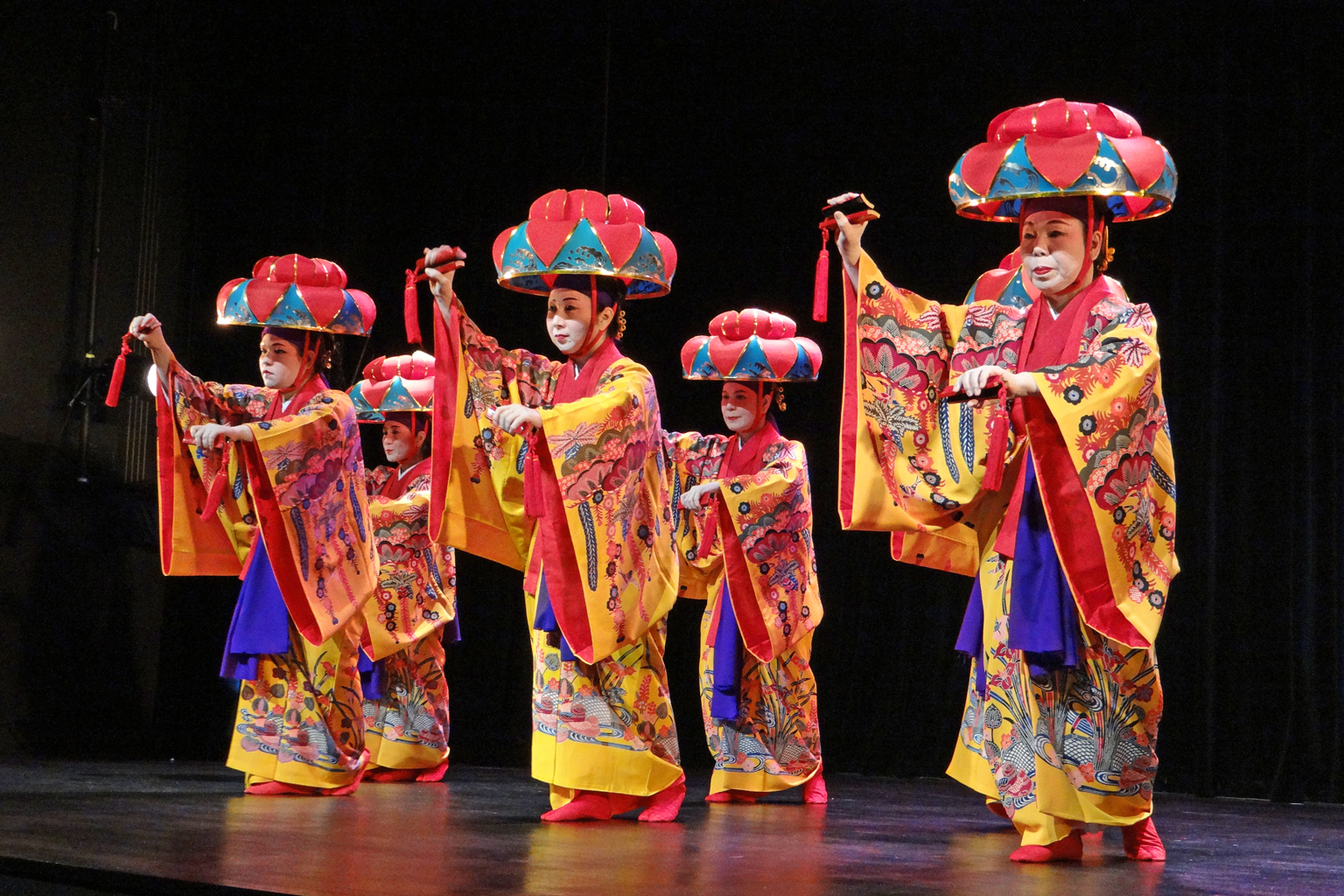
琉球舞蹈

沖繩有獨自的表演藝術文化。沖繩音樂有著獨自的特色，其中最大的特徵是琉球音階。三線是琉球音樂中必不可少的樂器，起源於中國的三弦，曾是琉球國的宮廷樂器，現已普及至大眾。在琉球國時代，三線的熟練度是衡量士族教養的基準之一。組踊是沖繩的傳統舞劇，盛行於第二尚氏王朝時期，在2010年被列入世界非物質文化遺產。琉球舞蹈是沖繩傳統舞蹈的總稱，在琉球國時代主要盛行於宮廷，近代之後則普及至民間，是日本的重要無形文化財产。

### 節慶活動
沖繩縣賽龍舟活動盛行，其中歷史最悠久的是豐見城賽龍舟。那霸賽龍舟是沖繩縣內最大的民俗節慶活動，起源於端午節賽龍舟的風俗，多在每年五月初舉行。絲滿賽龍舟在每年舊曆5月4日舉行，是沖繩縣的另一大賽龍舟活動。沖繩縣主要開始於現代的慶典活動有沖繩市在每年11月舉行的沖繩國際狂歡節；以世界最大規模的拔河而著稱，在每年10月舉行的那霸祭。

### 衣食住

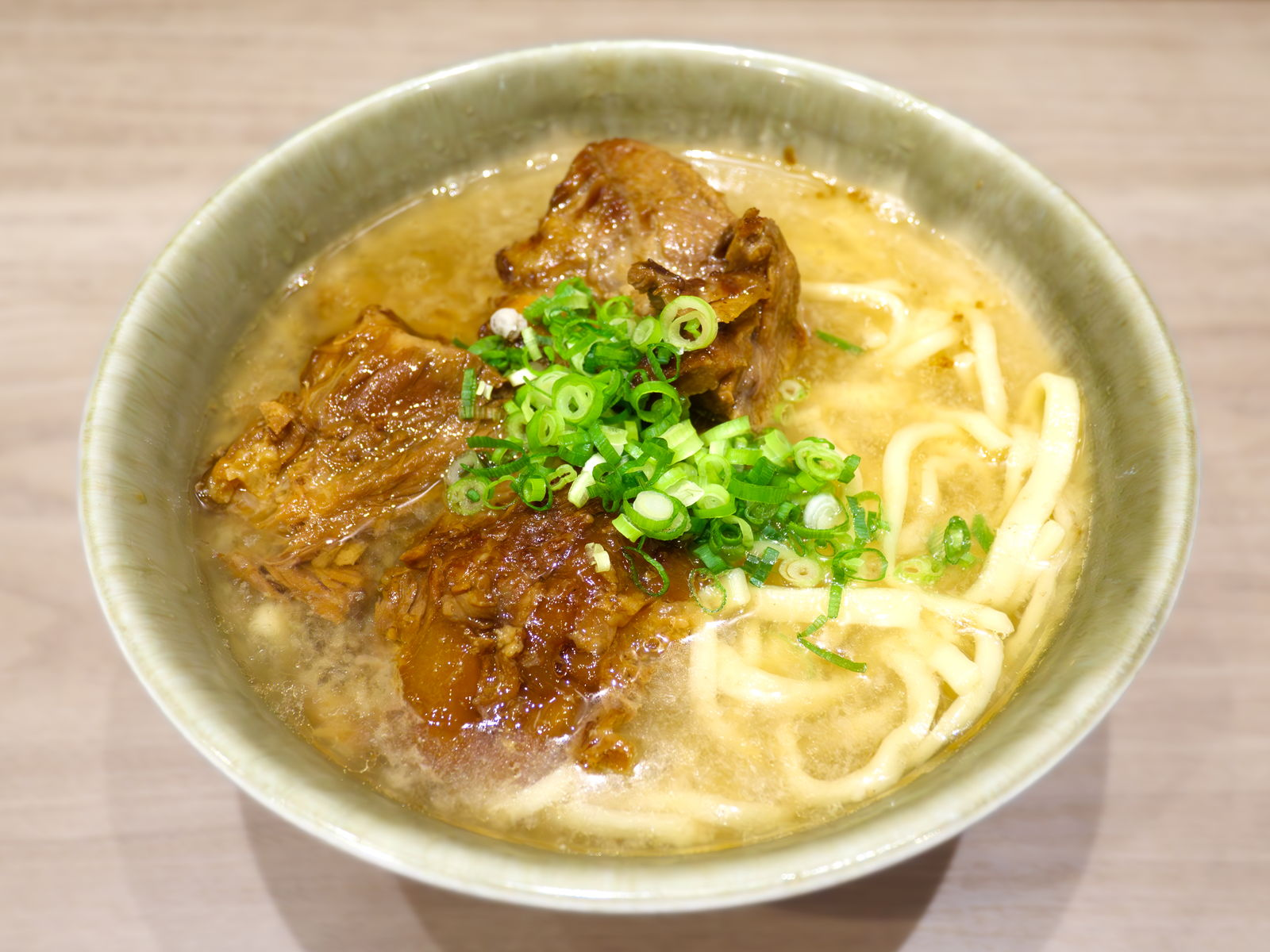
沖繩麵條

琉裝吸收了和服、漢服的特點，特徵包括交領、右衽、衣袖較寬大、衣帶結於前方。色彩鮮豔的紅型是貴族和士族階級的服裝，而平民的服裝則多使用芭蕉布製作。在被日本統一之後，琉裝也出現了更多和服的特徵。琉球傳統文化中已婚和成熟女性有在手上紋針突的傳統。但這一傳統在在1899年被日本政府禁止後便逐漸失傳。
由於氣候和自然環境和日本本土有很大不同，沖繩的飲食文化亦獨具特色。沖繩料理可以分為流行於昔日琉球國王府的宮廷料理和庶民料理，共同特點包括了使用香辛料較少；多使用炒、炸等烹飪方式；肉食文化盛行（特別是豬肉）；受台灣文化、中國飲食文化的影響較強等特點。自18世紀後期開始，由於琉球國被納入日本國內貿易體系，海帶貿易盛行，使得沖繩盛行食用海帶的飲食習慣，人均海帶消費量是日本第一:91。苦瓜、絲瓜、豬蹄、山羊等食材是在沖繩盛行，但在日本本土較少食用的食品。戰後的美國統治時期又使得沖繩縣的飲食文化受到美國的很大影響。沖繩縣具代表性的菜餚類似台灣麵食，包括沖繩麵條、羅火腿、沖繩雜炒等。
琉球建築受到了日本和中國的影響，是沖繩的傳統建築，代表作如琉球式城堡首里城。琉球石灰岩是琉球建築的主要建材。琉球建築為了適應沖繩獨特的氣候和環境而有眾多獨特特徵，注重颱風對策。渡名喜島和竹富島被列入重要傳統的建造物群保存地區加以保護。

### 媒體

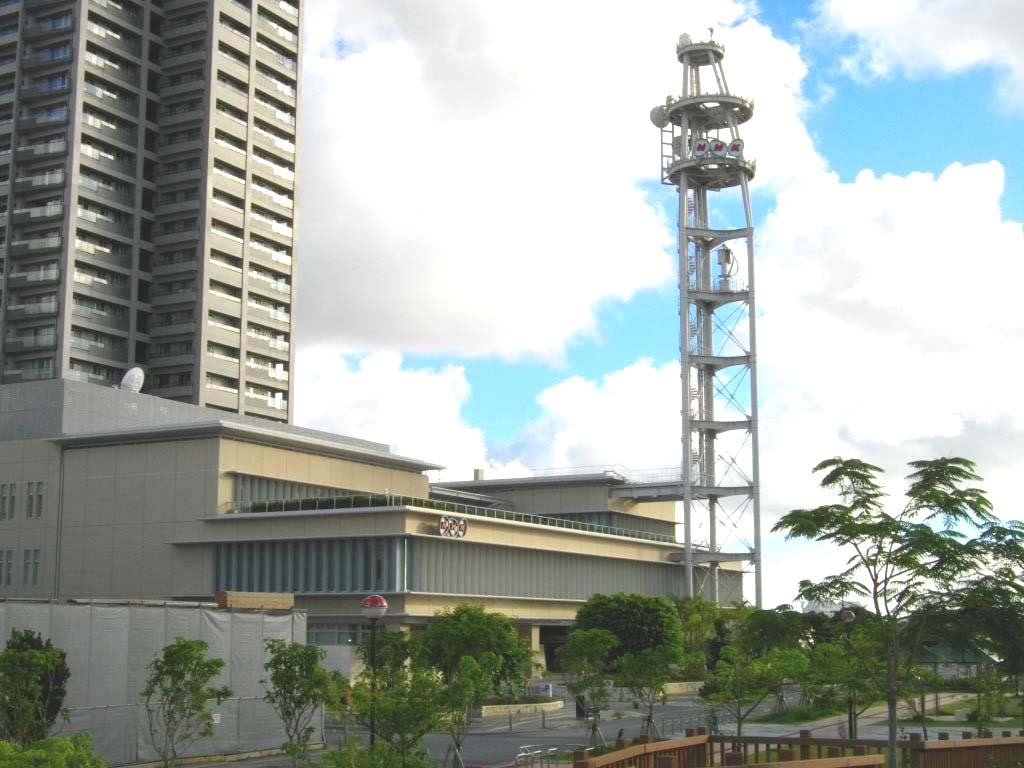
NHK沖繩放送局

沖繩縣有琉球新報和沖繩時報兩家覆蓋全縣的地方報紙。由於沖繩交通不便，因此全國性報紙在沖繩的發售時間晚於在日本本土的發售時間，導致沖繩縣內的報紙市場幾乎被地方報紙壟斷。此外沖繩縣還有宮古每日新聞、宮古新報、八重山每日新聞、八重山日報四家在離島發行的報紙。
沖繩縣內有NHK沖繩放送局、琉球放送（JNN系）、沖繩電視台（FNN系）、琉球朝日放送（ANN系）四家電視台和沖繩廣播、FM沖繩兩家覆蓋全縣的廣播電台。美國軍中廣播（AFN）也在沖繩播出電視及廣播節目。

### 體育
空手道是起源於沖繩的武術，前身是琉球手，現在已成為風行世界的武術之一。以沖繩為主場的職業體育俱樂部有參加現在參加J2聯賽的FC琉球和參加籃球B聯賽的琉球黃金國王。沖繩縣每年舉辦沖繩馬拉松等體育活動。因氣候溫暖，沖繩是眾多日本職棒球隊在冬季的訓練地點。

### 教育
琉球大學創建於1950年，是沖繩縣唯一的國立大學，主校區位於西原町，是擁有法文學院、觀光產業科學院、教育學院、理學院、醫學院、工學院、農學院七個學院的綜合性大學。此外沖繩縣內還有沖繩縣立看護大學、冲绳县立艺术大学、 名樱大学三家公立大學，以及冲绳大学、冲绳国際大学、冲绳基督教学院大学、冲绳科学技术大学院大学四家私立大學。
在日本中小學實施的學習能力測試中，沖繩縣曾長期位列殿後水準。但在教育部門的努力下，沖繩縣的小學在學習能力測試中的成績已在2016年超過日本平均水準，中學也縮小了和平均值的差距。

## 交通

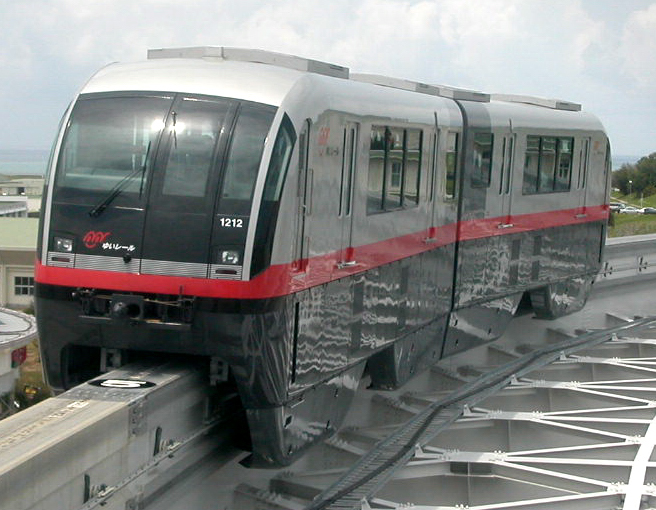
沖繩都市單軌鐵路線

在美國統治沖繩時期，沖繩的駕駛方向從原本的左側駕駛（駕駛在右側座位，靠道路左側行駛），改為與美國相同的右側駕駛（駕駛在左側座位，靠道路右側行駛）:110。沖繩返還之後，日本政府決定自1978年7月30日開始將沖繩縣的汽車行駛方向改為與日本本土一樣的左側駕駛。更改駕駛方向的作業在短短的八個小時內就成功實現。美國統治時代偏重公路的交通政策使得沖繩縣內的交通以公路為主，現在沖繩縣的道路改良率、道路鋪裝率和人均汽車台數都超過日本平均值:556。但依賴汽車的交通構造也導致了嚴重的交通堵塞問題。沖繩縣的公共交通分擔率只有不到5%，而私家車分擔率高達86%。現在沖繩縣有沖繩自動車道和那霸機場自動車道兩條高速公路。沖繩縣各主要島內的公共交通則多由巴士承擔，規模較大的巴士公司有琉球巴士交通、沖繩巴士、那霸巴士等。
沖繩鐵路的歷史開始於1914年:131。二戰之前，沖繩縣營鐵道曾營運有與那原線、嘉手納線、糸滿線三條客運路線，沖繩電氣亦在那霸市內曾運行有路面電車:132。但沖繩電氣的路面電車因行駛速度緩慢而客流較少，在1933年被廢止:132。沖繩縣營鐵道雖然得到一定程度的發展，但路線在二戰中被破壞:132。美國統治期間，由於當局的交通政策偏重公路，並未重建鐵路，使得現在沖繩是日本唯一沒有普通鐵路路線的縣。2003年，沖繩都市單軌電車開通了單軌鐵路。沖繩都市單軌電車線全長17公里，共有19個車站，是沖繩現在唯一的軌道交通。

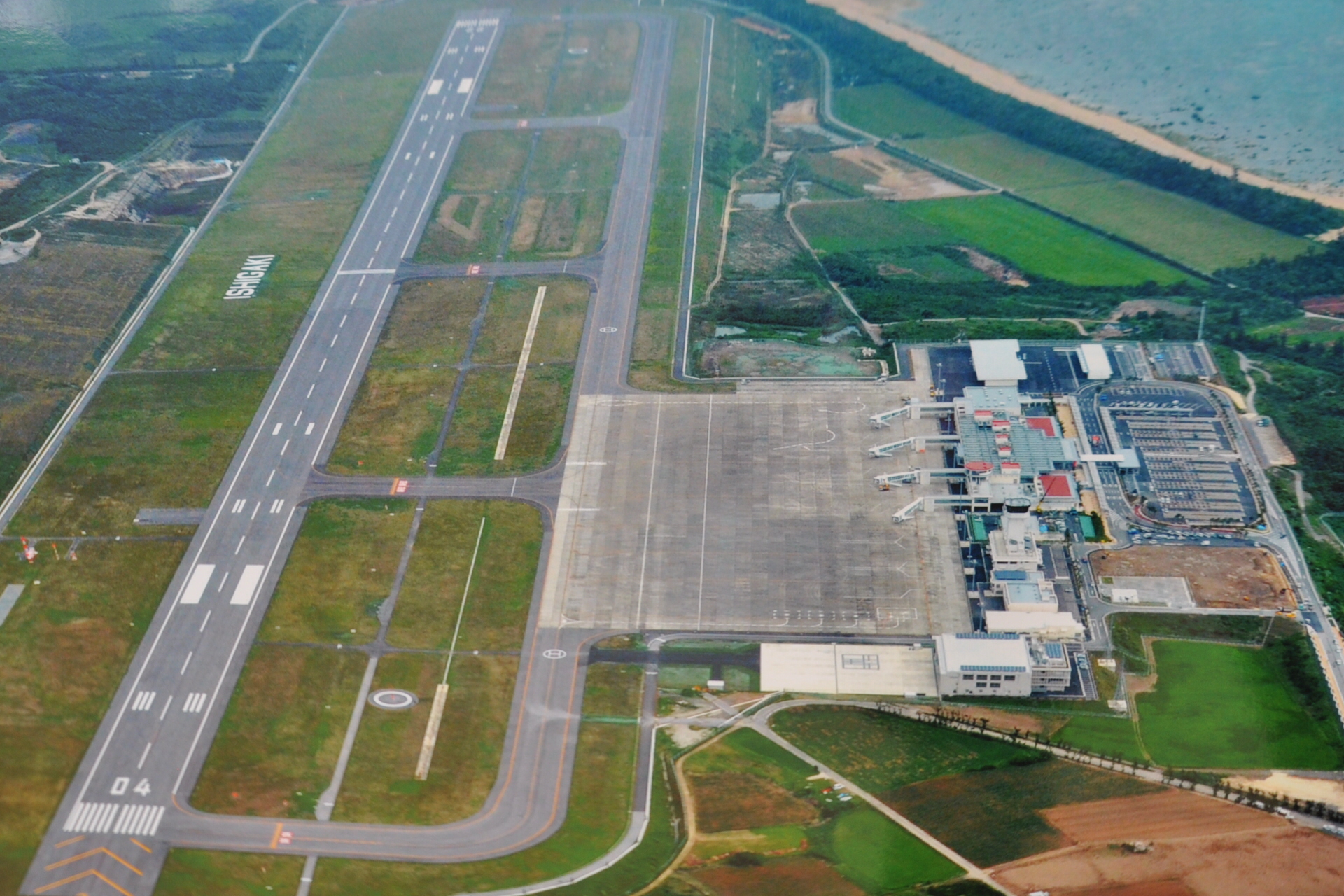
新石垣機場

地理因素使得沖繩縣的對外交通必然依賴水運和空運。沖繩縣的主要港口有那霸港和石垣港。那霸港有開往鹿兒島港的客運航線。石垣港的可以航線則以沖繩縣內各島之間的航線為主，並有中國大陸、台灣的郵輪停靠。各離島之間的航線是當地民眾重要的生活出行方式:557。沖繩縣內有那霸、新石垣、宮古、久米島、與那國、多良間、南大東、粟國、北大東、慶良間、波照間、伊江島、下地島共13個機場。那霸機場竣工於1933年，是國際機場，設有國內線、國際線和LCC三個客運航廈和貨運航廈，運行有前往日本各主要都市和沖繩主要離島的日本國內航線，以及前往韓國、中國大陸、香港、台灣、泰國10個城市的國際航線。2016年，那霸機場的旅客數超過1,967萬人次，是日本所有機場中旅客數第六多的機場。新石垣機場開業於2013年，跑道全長2,000米，運行有前往日本本土、沖繩縣內其他島嶼、香港及桃園的航線。宮古機場是沖繩縣另一個擁有運行前往日本本土航線的機場。沖繩縣的其他機場則只運行有沖繩縣內的航線，其中以久米島機場的旅客數最多。

## 觀光

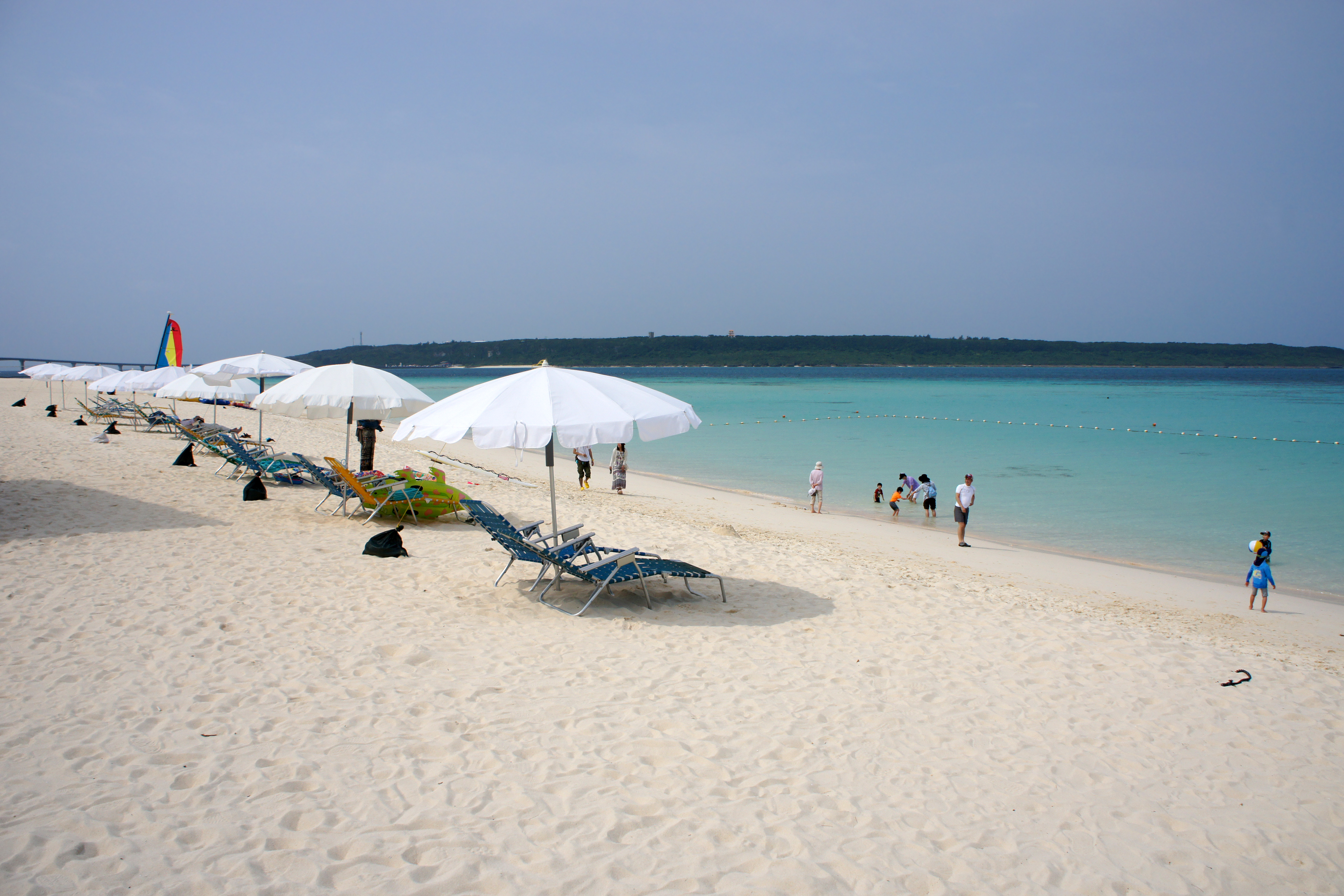
位於宮古島的與那霸前濱

沖繩縣的人文觀光資源以琉球國遺跡為主。琉球王國的城堡以及相關遺產群是聯合國教科文組織承認的世界遺產。地處那霸市近郊的首里城是琉球國的都城，可分為興建於15世紀初期的內郭和興建於16世紀中期的外郭兩個部分，建築風格在融合了日本、中國兩國元素的同時又有琉球特徵。首里城不僅是琉球國的政治中樞，也是信仰上的聖地和文化藝術中心。在琉球王被明治政府廢黜之後，首里城曾作為軍隊用地和學校使用。因年久失修，首里城的正殿在1924年曾面臨拆除危機。幸而因當地人士保存運動的努力而得以倖存並進行大規模維修:198。在二戰期間，首里城因地下有軍營而成為激戰地區，化為焦土。戰後首里城變爲琉球大學的校區。1980年代琉球大學搬遷之後，首里城開始大規模重建，並在2000年成為世界文化遺產。2019年10月31日凌晨首里城大火延燒11小時，燒毀包括正殿、北殿和南殿等7棟建築物。首里城附近還有宗教設施園比屋武御嶽、琉球國王室的陵墓玉陵、琉球庭園識名園等古蹟。琉球王國的城堡以及相關遺產群還包括了宗教設施齋場御嶽以及中城城、勝連城、今歸仁城、座喜味城四座琉球式城堡。
國營沖繩紀念公園是沖繩縣為了舉辦1975年國際海洋博覽會而興建的公園。公園內的沖繩美麗海水族館是世界規模最大的水族館之一。沖繩縣清澈蔚藍的海岸線是沖繩的另一大觀光資源。沖繩著名的海岸名勝有2000年G8峰會舉辦地部瀨名岬；久米島的果之濱；座間味島的阿真海灘；宮古島的與那霸前濱和砂山海灘；石垣島的川平灣和平久保崎。竹富島的石西礁湖是日本最大的珊瑚礁。日本最南端的有人島波照間島擁有北濱等景點。與那國島的西崎是日本地理四極中唯一普通民眾可自由到達的景點。